# Cinque Terre
Le Cinque Terre (Çinque Tære in ligure) sono un frastagliato tratto di costa della Riviera ligure di levante (Riviera spezzina) situato nel territorio della provincia della Spezia, tra Punta Mesco e Punta di Montenero, nel quale si trovano cinque borghi (tre comuni e due frazioni) o, come si diceva anticamente, "terre", che elencati da nord verso sud sono: Monterosso al Mare, Vernazza, Corniglia, Manarola, Riomaggiore.

## Descrizione
Dal 1997 fanno parte della lista dei Patrimoni dell'umanità dell'UNESCO, con la seguente motivazione:
(UNESCO, Decision CONF 208 VIII.C)
 Grazie alle caratteristiche geografiche ed antropiche del territorio dove sorgono, le Cinque Terre sono considerate una delle più suggestive attrattive costiere italiane, per il loro contesto orografico collinare naturalmente aspro e accidentato, addolcito dalla costruzione di terrazzamenti (comunemente detti fasce) per la coltura, che cala verso il mare con forti pendenze; nei punti in cui il mare si insinua serpentinamente nella terra sorgono i borghi, snodati a seguire la naturale forma delle colline.
L'opera umana, nei secoli, ha modellato il territorio costruendo i famosi terrazzamenti sui declivi a mare, dovuta alla particolare tecnica agricola tesa a sfruttare per quanto possibile i terreni posti in forte pendenza che digrada verso il mare, ne ha fatto così uno dei più caratteristici e affascinanti paesaggi della Liguria.
Nel 1997, su istanza della provincia della Spezia, le Cinque Terre, insieme a Portovenere e alle isole Palmaria, Tino e Tinetto, sono state inserite tra i Patrimoni dell'umanità dall'UNESCO. Nel 1998 il Ministero dell'Ambiente ha istituito l'Area marina protetta Cinque Terre per la protezione ambientale, la tutela e la valorizzazione delle risorse biologiche, per la divulgazione e promozione di uno sviluppo socio-economico compatibile con la rilevanza naturalistico-paesaggistica dell'area. Nel 1999 è stato poi istituito il Parco nazionale delle Cinque Terre per la conservazione degli equilibri ecologici, la tutela del paesaggio, la salvaguardia dei valori antropologici del luogo.
Le Cinque Terre facevano parte della Comunità montana della Riviera Spezzina, tipologia di ente soppresso dal 2011 in tutta la regione. Il 25 ottobre 2011 una violenta alluvione e le successive frane portano alla morte di quattro persone nell'area delle Cinque Terre (13 in totale). I comuni più colpiti sono Monterosso al Mare e Vernazza. Il 24 settembre 2012 una frana causata dallo staccamento di un costone di roccia travolge e ferisce quattro turisti australiani sulla Via dell'Amore. Dopo la frana, il sentiero è rimasto chiuso fino al 3 aprile 2015, quando è stato riaperto il primo tratto.

### Geografia
Tutto il comprensorio è costituito da una stretta fascia di terra compresa tra il mare e il crinale che la separa dalla retrostante Val di Vara e dal Golfo della Spezia, con crinali secondari che si estendono sino a Punta Mesco delimitandolo dall'area del golfo di Levanto.

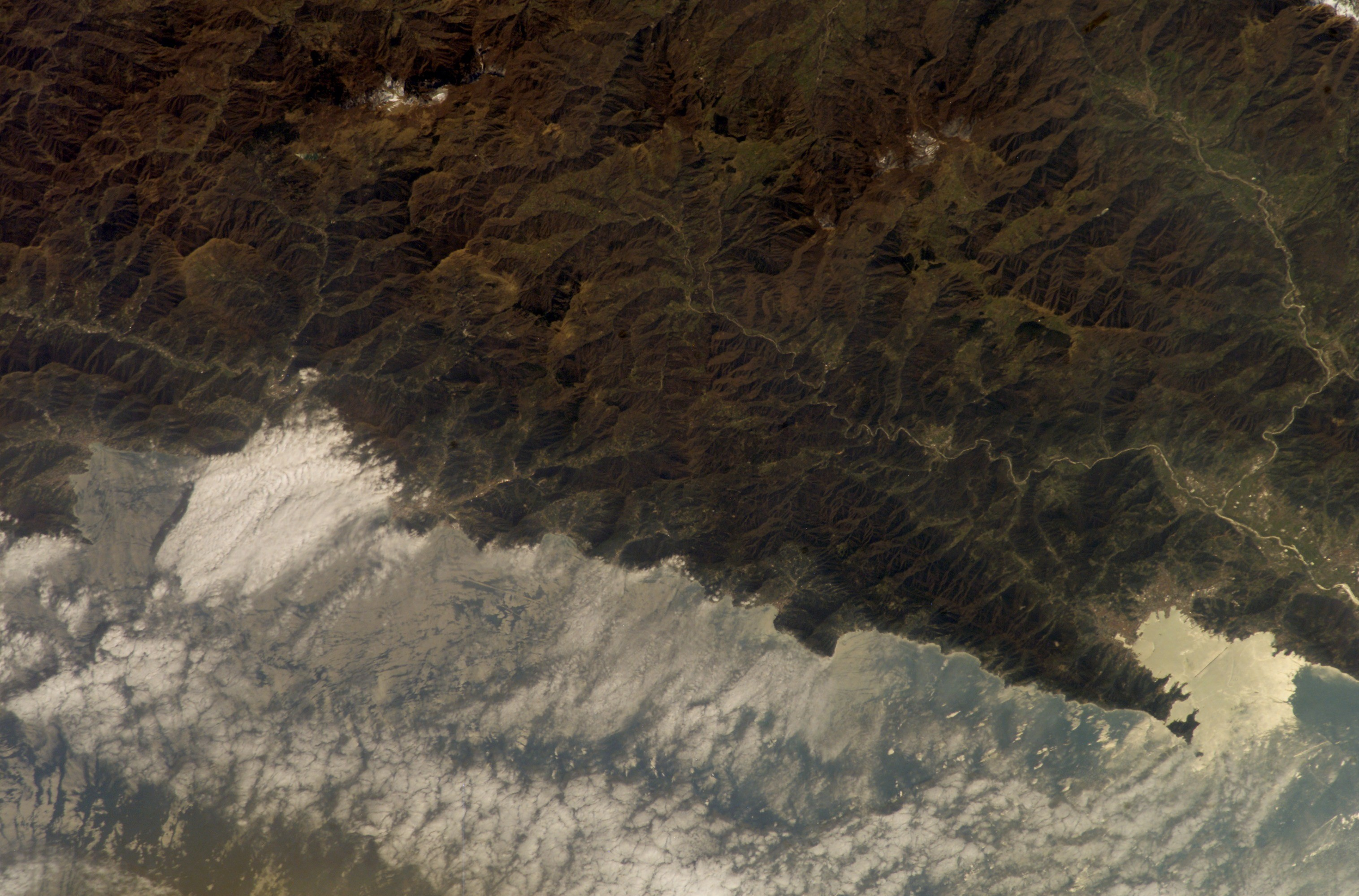
Immagine satellitare della costa delle Cinque Terre

I rilievi montuosi della zona, che corrono paralleli alla costa, pur variando tra quote modeste come il Monte Malpertuso (815 metri s.l.m.) o il Monte Vè (486 metri s.l.m.) e nonostante la breve distanza dal mare, determinano un'accentuata acclività di tutto il territorio. La morfologia interna dell'area è caratterizzata da rilievi secondari - che presentano andamenti perpendicolari o obliqui rispetto alla linea di costa - e dalle famose terrazze.
La linea di costa è delimitata sul lato occidentale dal promontorio di Punta Mesco e si sviluppa in modo abbastanza lineare, presentando numerose piccole irregolarità come insenature, capi e promontori fino a Portovenere. La costa è prevalentemente rocciosa e ripida, raggiungendo in molti casi quasi la verticalità sul mare.
Le spiagge sabbiose e ciottolose sono localizzate nei pressi di Monterosso (spiaggia di Fegina e di Monterosso vecchio), di Corniglia (spiaggia di Guvano e spiaggia di Corniglia), di Riomaggiore.
Il territorio delle Cinque Terre presenta una rete idrografica caratterizzata da corsi d'acqua a regime torrentizio, con portata massima nei periodi piovosi di autunno e primavera, e minima nel periodo estivo, ma i bacini idrografici sono, in linea di massima, di estensione molto limitata data la vicinanza dei rilievi montuosi alla costa. Gli interventi di trasformazione del territorio avvenuti nei secoli ad opera dell'uomo, con la realizzazione di terrazzamenti per la coltivazione della vite e dell'ulivo e dei muri a secco, hanno assunto un ruolo significativo nella regimazione delle acque anche in relazione alla canalizzazione artificiale delle stesse.

### Clima
Fatta eccezione per la maggior parte della Riviera dei Fiori e per la zona di levante prossima alla città di Genova (tra Nervi e Camogli), questa è la zona della Liguria che nell'inverno presenta le temperature medie più miti avendo valori vicini a + 9 °C. Questo clima favorevole rende le Cinque Terre attrattiva per grandi flussi di turismo invernale.
Il 25 ottobre 2011 un nubifragio ha investito la parte nord delle Cinque Terre, colpendo Monterosso e Vernazza, causando un'alluvione che ha seriamente danneggiato i due borghi.

## Storia

### Età preromana

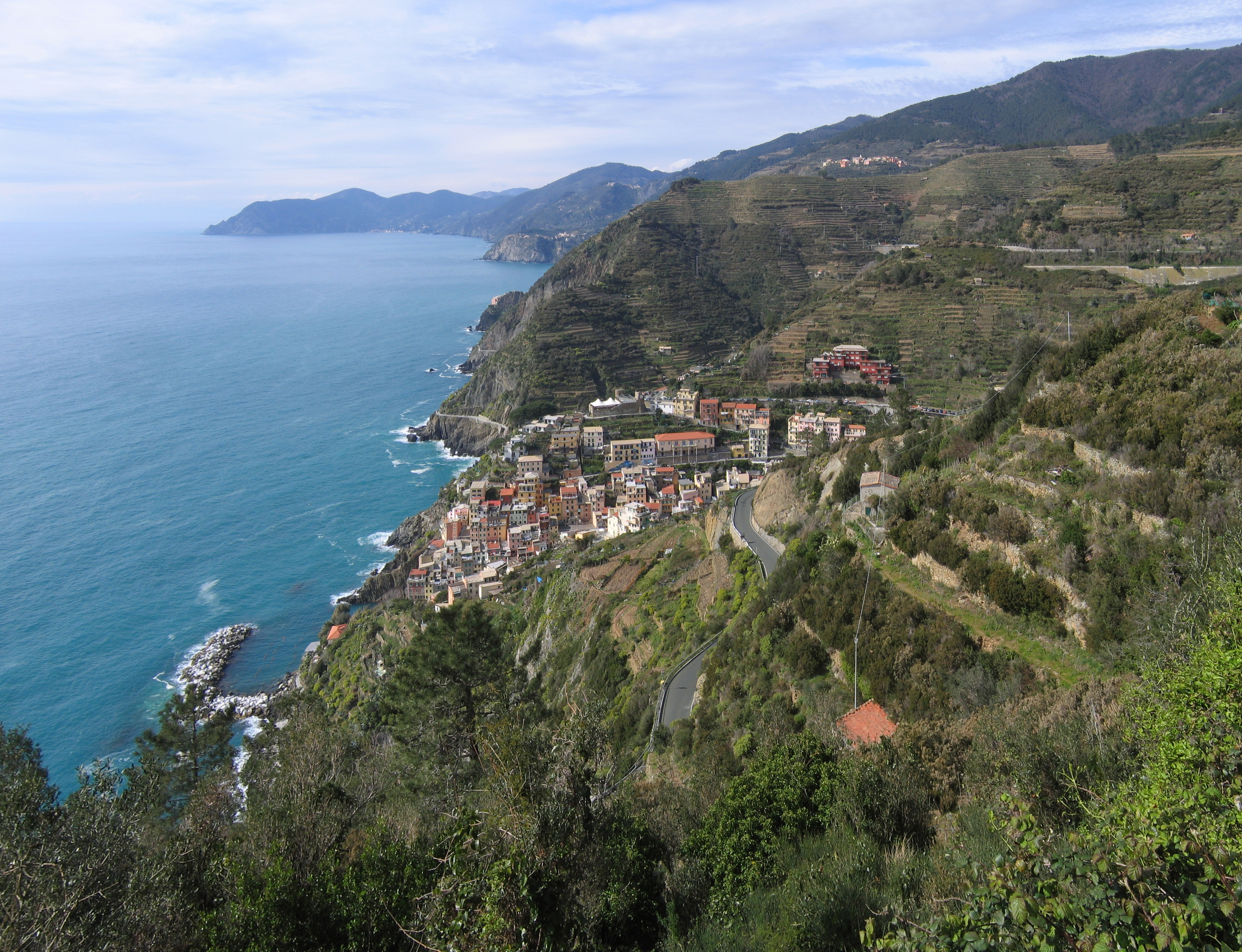
La costa delle Cinque Terre vista da Riomaggiore

Le prime testimonianze della presenza umana nelle Cinque Terre e nelle zone limitrofe sono costituite dai depositi della Grotta dei colombi nell'isola Palmaria, in cui sono stati rinvenuti resti di sepolture, ossa e fossili di animali, e alcuni manufatti in selce, riconducibili al Paleolitico, quando, probabilmente, l'isola era ancora unita alla terraferma.
Il Neolitico è invece testimoniato dal ritrovamento di asce levigate fatte con alcune varietà di actinolite e che fanno supporre che la zona fosse abitata da cacciatori con domicilio stabile o temporaneo in caverne o ripari rocciosi. Inoltre la caccia, favorita da un ambiente estesamente boscoso e ricchissimo di selvaggina, probabilmente rappresentò per millenni, e ancora nell'epoca romana, una fonte primaria di risorse.
Altri documenti della presenza dell'uomo in età molto antiche sono i menhir, ritrovati nella zona di Campiglia Tramonti, nei pressi dell'attuale Cappella di Sant'Antonio e sullo spartiacque presso il monte Capri. Secondo alcuni studiosi, tali pietre, potevano avere funzione legata al calendario; altri li ritengono invece precursori delle statue stele diffuse nella vicina Lunigiana.
Con l'età del bronzo si affermò l'organizzazione sociale detta "pagense", comune ad altri settori liguri: i centri elementari ("vici") erano riuniti in piccole circoscrizioni ("pagi"), che a loro volta facevano capo a "castellari" ubicati in posizioni dominanti e con prevalenti funzioni difensive. Il castellare più vicino alle Cinque Terre si trova sul monte Castellaro (valle di Pignone) e gli scavi effettuati hanno portato alla luce una notevole quantità di frammenti di vasi decorati, a testimonianza di un insediamento stabile ed importante.

### Età romana

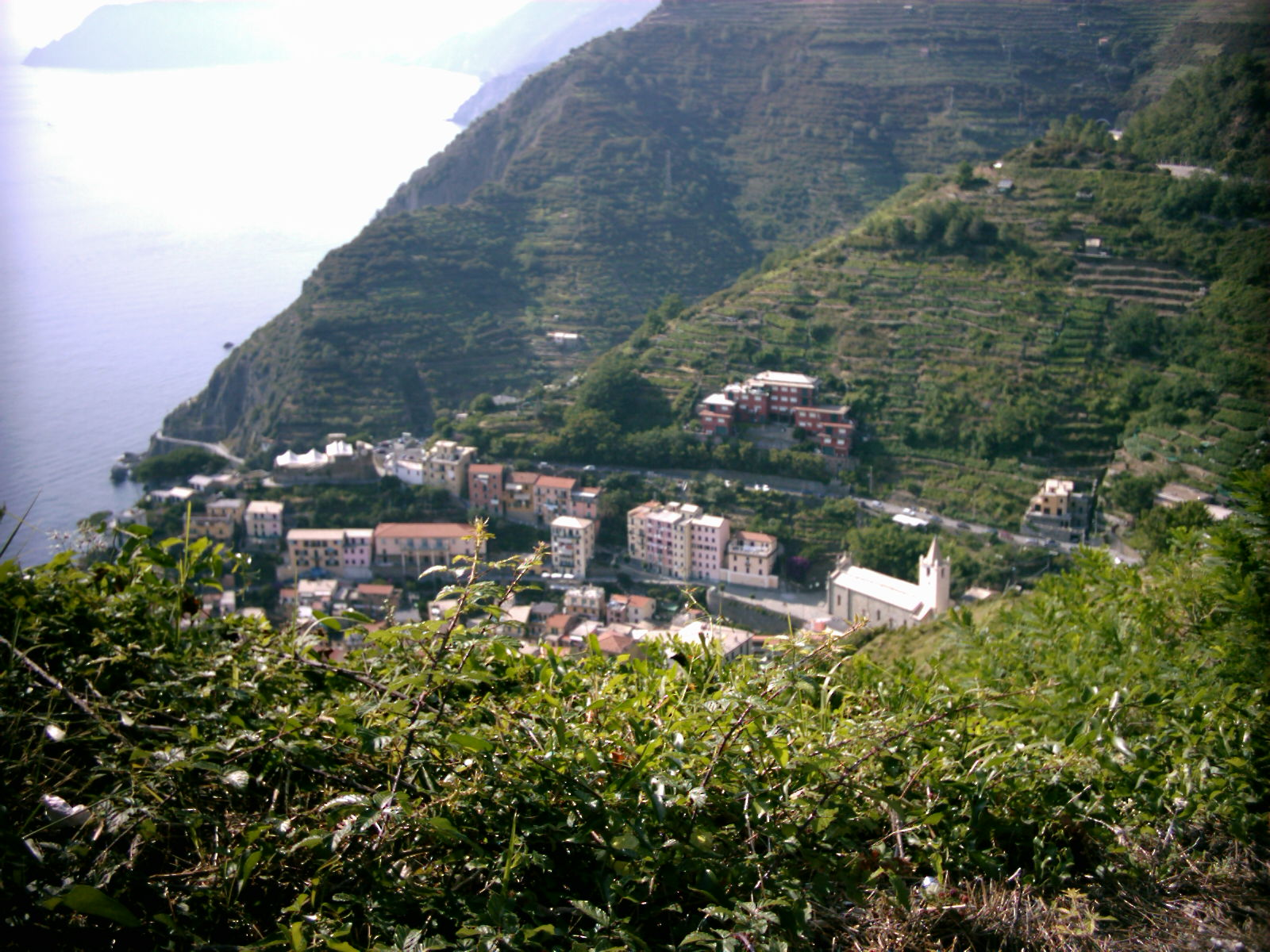
Veduta delle Cinque Terre

Le cronache militari romane testimoniano come le tribù liguri costituirono un forte ostacolo alla romanizzazione del territorio, tanto che i Romani si insediarono e concentrarono le loro attività nella piana lunense nella bassa Val di Magra.
Non è da escludere che in età augustea una parte delle popolazioni liguri abbia abbandonato le località di collinari per unirsi ai coloni romani e siano arrivate anche lungo le coste. La presenza romana è documentata a Portovenere (citato da Strabone nel 40 a.C.) e dalla testimonianza della villa patrizia del seno di Varignano nel golfo di Spezia.
Nessun reperto materiale o prova documentale è giunta fino a noi per dimostrare un'eventuale origine romana dei borghi delle Cinque Terre come attualmente si presentano. Tuttavia l'origine latina di alcuni toponimi locali - come Volastra ("Vicus oleaster", il paese degli olivi), Manarola ("Manium arula", piccola ara dei Mani), Corniglia (fondo di Cornelio), Riomaggiore ("Rivus maior") e Monterosso ("Mons ruber") - fa pensare che l'antico tracciato viario preistorico litoraneo fosse poi utilizzato anche dai romani e che vi abbiano fatto sorgere piccoli centri di posta dei cavalli.

### Il Medioevo
Dopo la caduta dell'impero romano questa zona segue le vicende della Liguria: sarà dominio gotico, bizantino, longobardo e franco.
Nel X secolo feudale è parte della Marca obertenga, vassallo del Regno d'Italia.
I borghi delle Cinque Terre hanno avuto origine, nella struttura attuale, nell'XI secolo, quando le popolazioni della Val di Vara superarono lo spartiacque della catena costiera che la separava dal mare ed andarono ad abitare permanentemente sul litorale marino, formando i cinque paesi. Il documento più antico che ricordi le Cinque Terre risale al marzo 1056, rogato a Monterosso, con cui il marchese "Guido di fù Alberto" donò, ai monasteri di Santa Maria e di San Venerio, beni immobili situati nelle isole della Palmaria, del Tino, del Tinetto e in Portovenere.

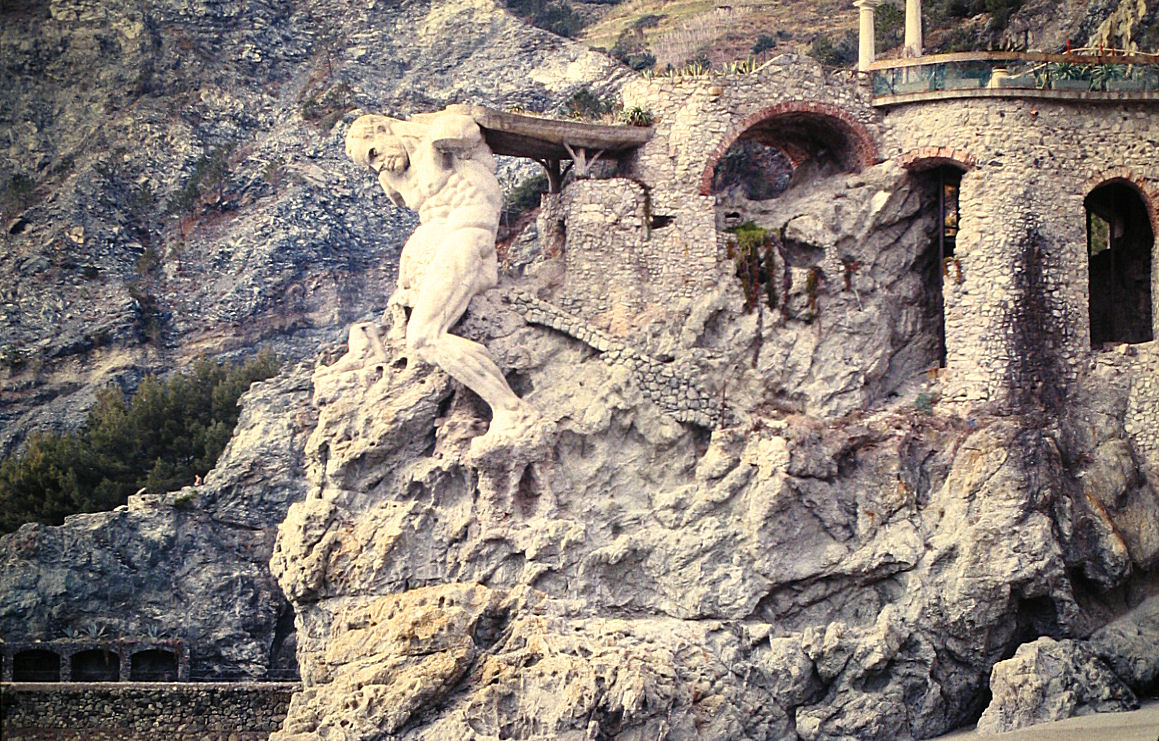
Statua del Gigante a Monterosso

La ragione del fenomeno migratorio della gente del Vara verso la costa è legata a due eventi storici comuni a tutta l'Europa occidentale: l'incremento demografico e l'attenuazione della minaccia musulmana dopo la reazione vittoriosa di Genova e di Pisa nel 1016 contro i saraceni.
Oltre a ciò, lungo la costa si godeva di un clima migliore, più adatto alla coltivazione di alcuni prodotti come la vite e l'ulivo. I paesi delle Cinque Terre non nacquero quindi come borghi marinari, bensì come borghi agricoli, costretti a bonificare quindi un territorio che non era naturalmente adatto alla pratica agricola: nacque così il terrazzamento dei fianchi dei monti.
Naturalmente, dopo un po' di tempo che gli abitanti della Val di Vara si erano trasferiti sul litorale, presero confidenza con l'elemento marino, prima come via di comunicazione più comoda e veloce, poi come risorsa di sostentamento, dividendo quindi le loro attività tra il lavoro nelle campagne e l'andar per mare a seconda delle necessità e delle stagioni.
Non a caso già nel 1170 una galea di Vernazza, insieme a quelle di altri borghi della riviera orientale, intraprese la guerra di corsa per conto di Genova a danno delle navi pisane.
Nel 1182, inoltre, ancora gli uomini di Vernazza esercitarono, in tempo di pace, la pirateria per proprio conto, contro navi mercantili dirette a Genova.
Genova svolse una politica di espansione verso la riviera di levante annettendosi i vari approdi per poi acquisire anche i territori all'interno ed eliminandone il potere dei vari feudatari locali (Fieschi, Da Passano, Di Vezzano).

### L'età moderna

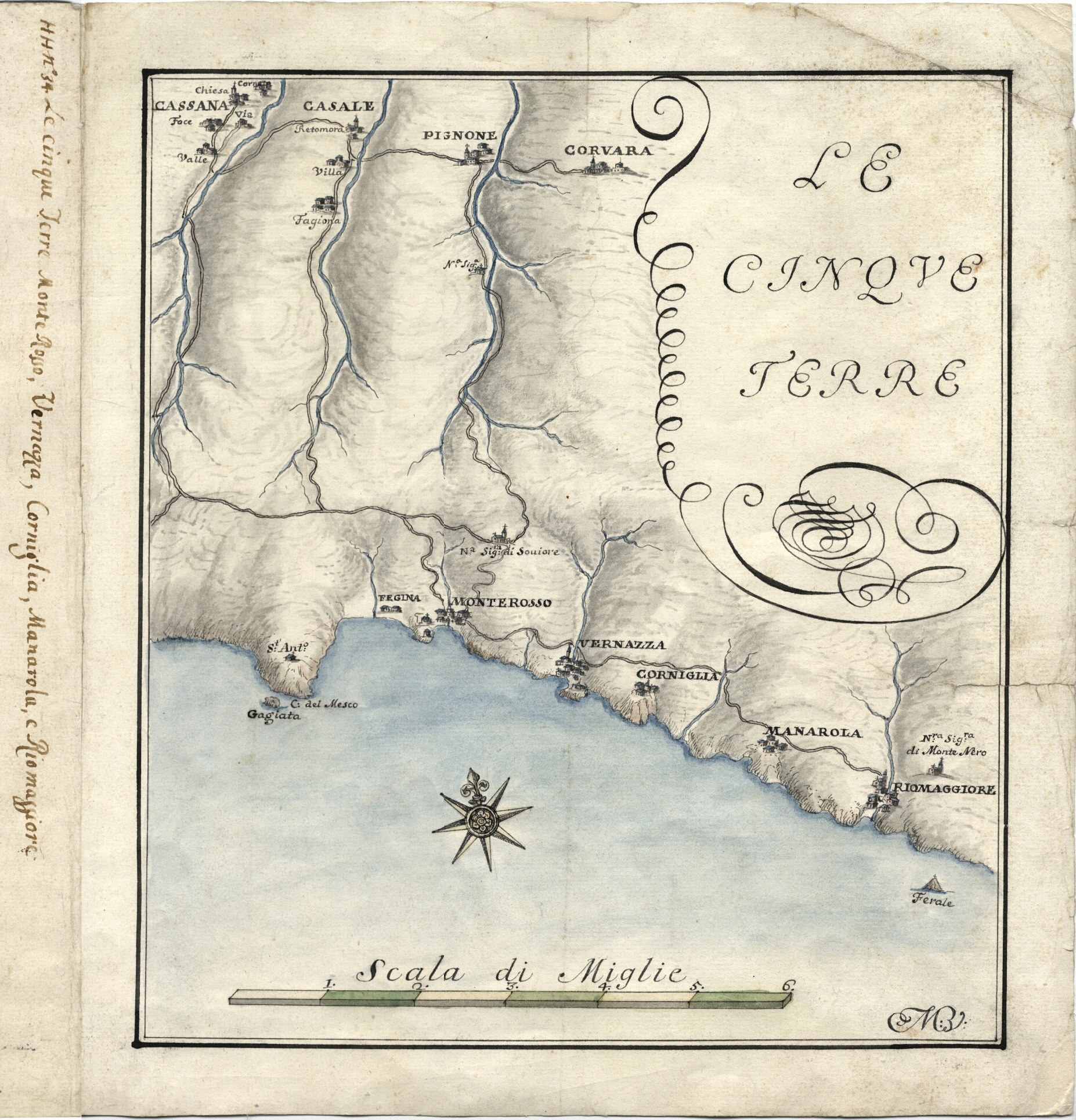
Le Cinque Terre in una mappa della seconda metà del XVIII secolo, redatta dal cartografo Matteo Vinzoni.

Da quando il territorio delle Cinque Terre divenne possedimento genovese, esso seguì la storia della Repubblica e quindi dell'intero territorio ligure.
Dal XV secolo sulle Cinque Terre, come peraltro anche sulle altre coste tirreniche, era costante il pericolo delle incursioni dei pirati turcheschi che per tre secoli terrorizzò le popolazioni delle coste. Ne rimangono testimoni le numerose torri erette per l'avvistamento e la difesa.
I segnali di pericolo venivano lanciati otticamente da punti ben precisi disseminati lungo la costa, dalla sommità del promontorio del Mesco di Monterosso alla punta Montenero di Riomaggiore. Di notte era il fuoco il mezzo usato per le segnalazioni. Se era acceso ad intervalli regolari e prestabiliti e bruciava in modo continuo, il segnale confermava l'assenza di pericolo; ma se il fuoco era acceso e poi subito spento oppure oscurato, e se comparivano più fuochi simultaneamente occorreva mettersi in salvo perché gli infedeli erano vicini, con tante imbarcazioni quanti erano i fuochi. Durante il giorno i segnali erano fatti col fumo.
Nel mese di luglio 1545 il pirata Dragut assalì e deportò schiavi da Monterosso e Corniglia; fu invece respinto da Manarola, grazie all'aiuto prestato dagli abitanti di Riomaggiore. L’ultimo attacco islamico con la cattura di pescatori ebbe luogo nella notte fra il 24 e il 25 giugno del 1815, al largo di punta Mesco.

## Le Cinque Terre
Percorrendo il tratto di costa da ovest verso est, ovvero da Genova verso La Spezia, i borghi che si incontrano sono nell'ordine: Monterosso, Vernazza, Corniglia, Manarola e Riomaggiore. Di questi soltanto Monterosso, Vernazza e Riomaggiore sono comuni, mentre Corniglia e Manarola sono frazioni, rispettivamente, di Vernazza e Riomaggiore.

### Monterosso

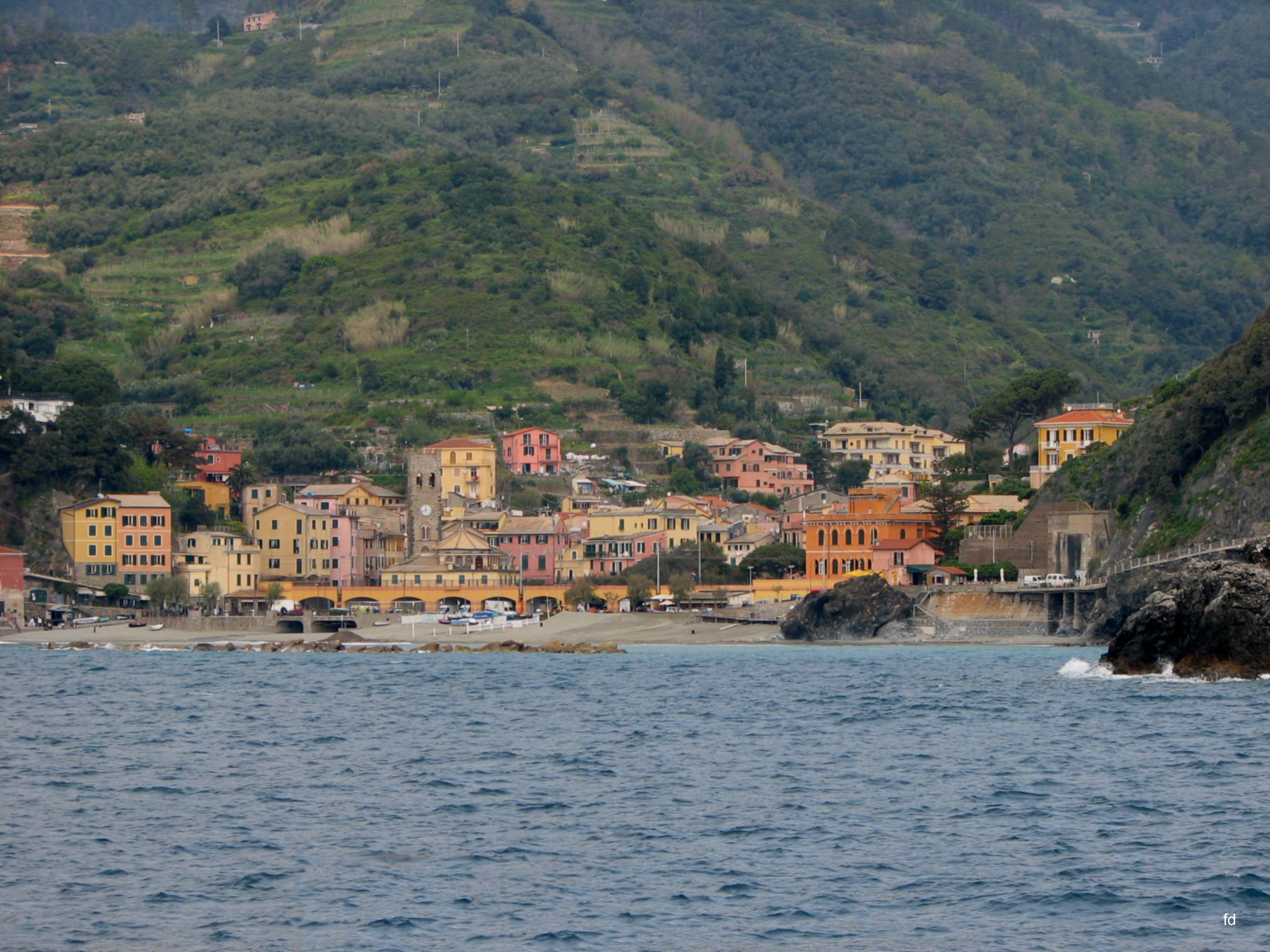
Monterosso

Monterosso è la più occidentale e la più popolosa delle Cinque Terre. La sua posizione geografica ne fa il borgo più strategico dei cinque: infatti Monterosso sorge ai piedi del crinale su cui convergono le tre direzioni stradali principali del comprensorio: la strada provinciale 36 dalla Val di Vara (che collega con l'Aurelia), la statale Litoranea e la strada provinciale 43 (da Levanto alla Litoranea).
Monterosso è ubicato al centro di un piccolo golfo naturale, protetto da una modesta scogliera artificiale. Ad ovest del paese, al di là del Colle dei Cappuccini, si trova l'abitato di Fegina, naturale espansione turistica e balneare del piccolo borgo originario, dove è ubicata la stazione ferroviaria e dove si trovano spiagge di ghiaia sottile. Rispetto agli altri borghi marinari che costituiscono le Cinque Terre, a Monterosso si trovano le spiagge relativamente più estese, in virtù dell'ampiezza del golfo su cui si affaccia il paese.

### Vernazza

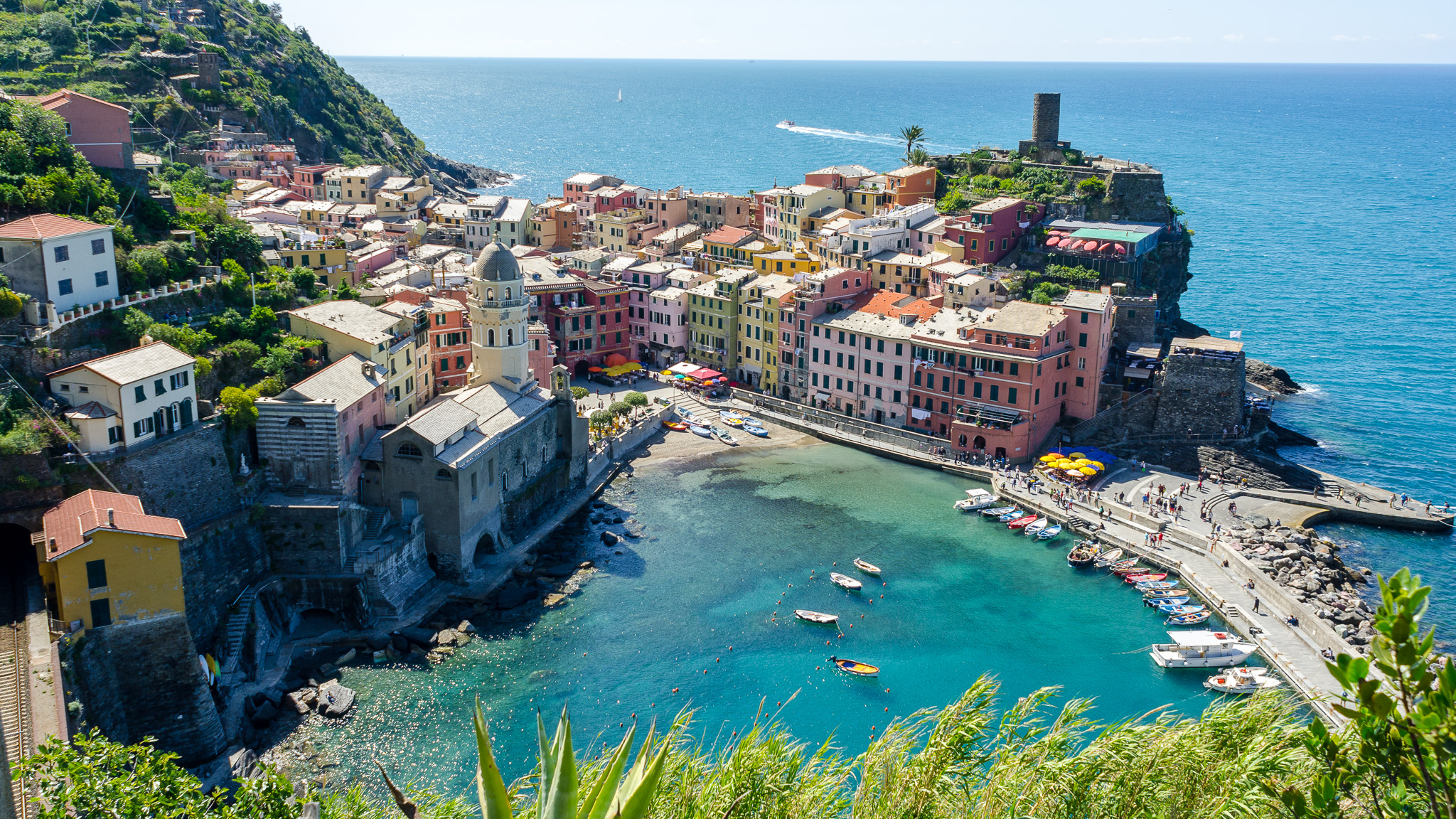
Vernazza

Procedendo da ovest verso est, dopo Monterosso al Mare si trova Vernazza. Il borgo sorge su un piccolo promontorio che si inserisce nel mare, raggiungibile con una strada che scende dalla S.S. "Litoranea".
Si ritiene che il nome derivi dall'aggettivo latino verna, ossia "del luogo", "indigeno", ma è plausibile anche che possa essere legato al più celebre prodotto locale: il vino denominato Vernaccia. Secondo altri la derivazione sarebbe da attribuire al prediale latino (Gens) Vulnetia, che designerebbe una famiglia proprietaria di fondi.
Il suo porticciolo garantisce un sicuro approdo, sin dai tempi delle Repubbliche marinare, in un'insenatura naturale che permette l'attracco di mezzi natanti e rende ancora più caratteristico e suggestivo quello che è considerato uno dei borghi più belli d'Italia.

### Corniglia

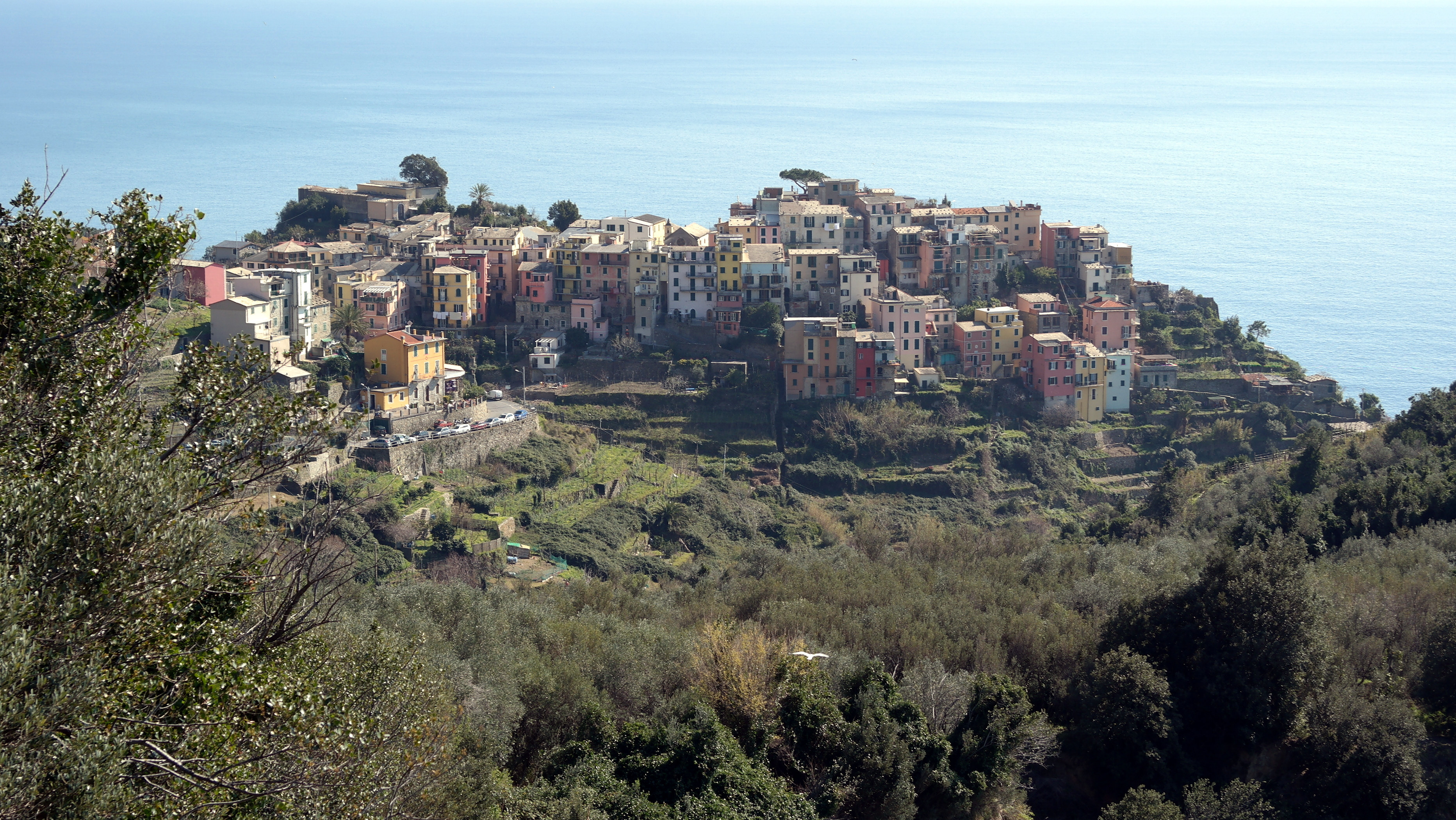
Corniglia

Corniglia è in posizione centrale rispetto agli altri abitati delle Cinque Terre, situata ad est del capoluogo comunale di Vernazza e di Monterosso, e ad ovest di Manarola e Riomaggiore.
Si distingue dagli altri paesi delle Cinque Terre in quanto è l'unico borgo che non si affaccia direttamente sul mare, ma si trova su di un promontorio alto circa cento metri, circondato da vigneti coltivati sui caratteristici terrazzamenti a fasce, tranne sul lato che guarda verso il mare.
Per raggiungere Corniglia è necessario salire una lunga scalinata detta Lardarina, costituita da 33 rampe con 382 gradini, oppure percorrere la via che la collega alla stazione ferroviaria.
Inoltre Corniglia è unita a Vernazza da una suggestiva passeggiata posta a mezza costa fra la vetta e il mare.

### Manarola

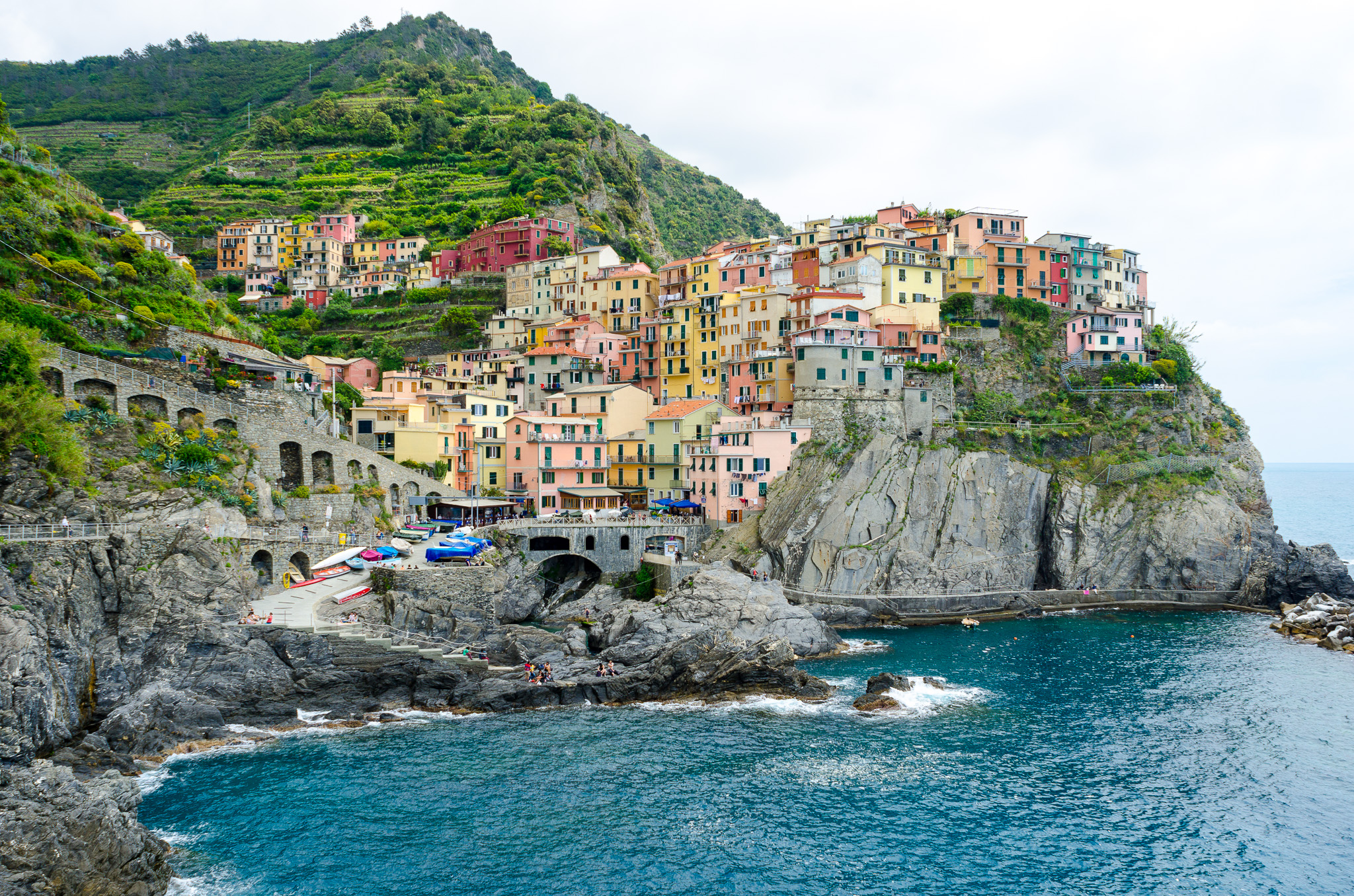
Manarola

Manarola nasce dallo spostamento di popolazioni che dalla Val di Vara si mossero verso il mare per sfruttarne le risorse. Il suo nome deriva, forse, dal latino Manium arula, che significa "piccolo tempio dedicato ai Mani".
Posto su un promontorio in alto rispetto al mare, il paese si sviluppa nella gola che scende verso il mare, chiusa tra due speroni rocciosi, ospitando un piccolo approdo. Fra i cinque borghi è il più piccolo dopo Corniglia.
Il borgo sorge nel tratto terminale della valle del torrente Groppo. Le abitazioni si affacciano una ridosso all'altra sulla via principale, sorta in seguito alla copertura del corso d'acqua e chiamata perciò dagli abitanti U Canâ (il Canale).

### Riomaggiore

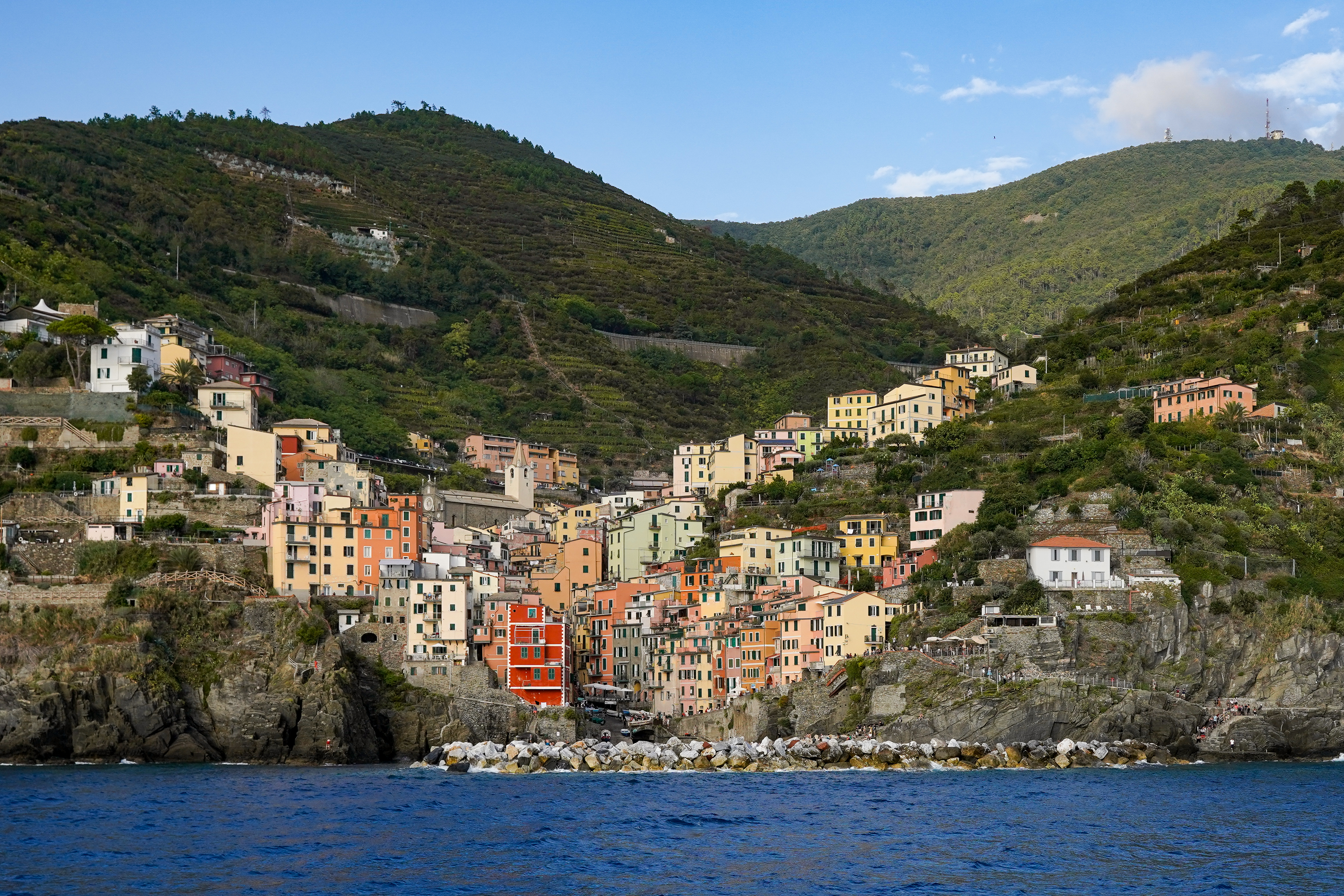
Riomaggiore

Riomaggiore, (Rimasùu /rima'zu:/ nel dialetto locale della lingua ligure), è la più orientale delle Cinque Terre. Il centro storico, il cui nucleo originario risale al XIII secolo, è situato nella valle del torrente Riomaggiore, l'antico Rivus Major, dal quale il borgo prende il nome.
L'abitato è composto da diversi ordini paralleli di case torri genovesi che seguono il ripido corso del torrente. Il nuovo quartiere della Stazione, così chiamato in quanto sviluppatosi a partire dalla seconda metà del XIX secolo con l'arrivo della ferrovia, è situato invece nell'adiacente valle del torrente Rio Finale (Rufinàu), così denominato in quanto segnava un tempo il confine tra le terre di Riomaggiore e quelle di Manarola (Manaèa).
Le due vallate su cui si estende l'abitato sono separate dalla ripida costa di Campiòne (Canpiòn). La valle del Rio Maggiore è sovrastata dal Monte Verugola (Verügua) le cui tre cime, raffigurate nello stemma comunale, rappresentano da sempre il simbolo del borgo.

### Territori limitrofi

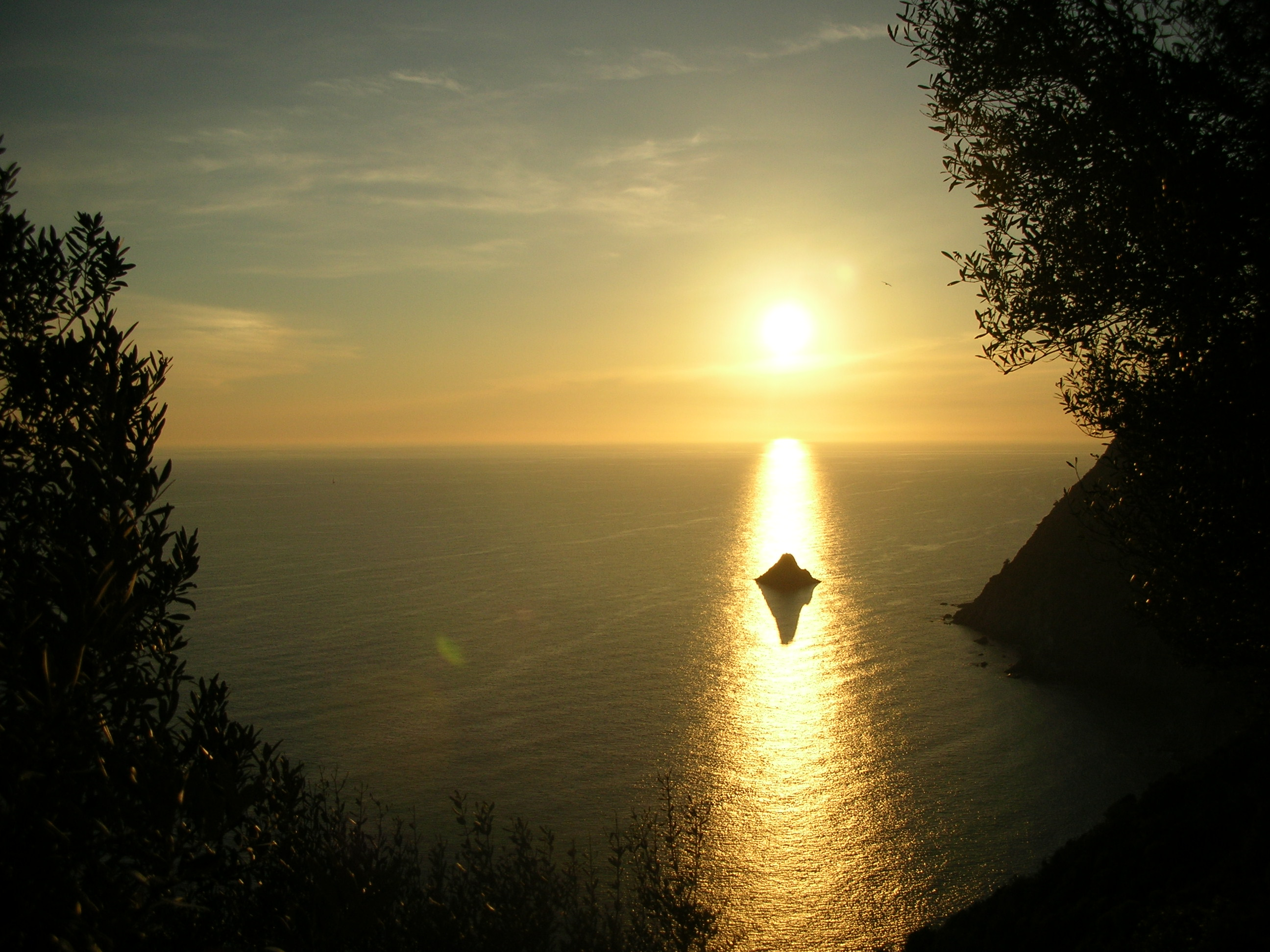
Lo scoglio del Ferale tra "Le rosse" e Riomaggiore

Il comprensorio delle Cinque Terre è circondato da alcuni comuni della provincia spezzina, in linea di massima dai territori che fanno parte dell'entroterra valdivarese e del Golfo della Spezia:
- Sulla costa della riviera di Levante, il comune di Monterosso confina con il comune di Levanto e il comune di Riomaggiore confina con il comune della Spezia, che ha nel Parco Nazionale le località di Campiglia Tramonti e di Biassa.
- Nell'entroterra della riviera, il comune di Monterosso confina con il comune di Pignone, il comune di Vernazza confina con i comuni di Riccò del Golfo e Beverino, e Riomaggiore confina con il comune della Spezia.

In prossimità delle Cinque Terre vi sono poi altre località di suggestivo interesse come la spiaggia del Persico, la scogliera delle Rosse, Monesteroli, Fossola e Schiara.

## Trasporti e vie di comunicazioni

### Strade e autostrade

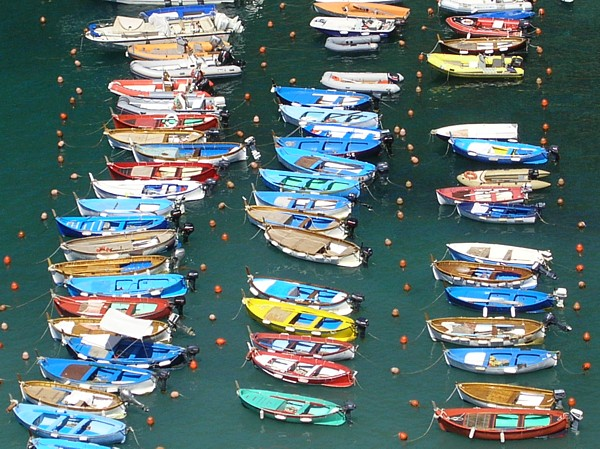
Imbarcazioni ormeggiate a Vernazza

Per raggiungere Riomaggiore è necessario uscire al casello di La Spezia-S.Stefano Magra dell'Autostrada A12, provenendo da Genova o da Livorno, o dall'Autostrada A15 provenendo da Parma. Attraversata la città, bisogna immettersi sulla S.P. 370 (già S.S 370) detta Litoranea delle Cinque Terre e dopo circa un quarto d'ora si arriva in prossimità del bivio che scende a Riomaggiore. Proseguendo sulla Litoranea s'incontra invece più avanti il bivio che scende a Manarola, successivamente Corniglia, Vernazza e infine Monterosso al Mare.
Un'alternativa può essere quella di uscire al casello di Levanto-Carrodano dell'Autostrada A12, arrivare nel paese levantino e intraprendere la salita per Passo Termine, dove vi è un trivio che collega Monterosso con Levanto e Pignone. Da quel punto si può percorre la S.P. 370, nel verso opposto alla precedente descrizione.
In tutte le Cinque Terre gran parte dei parcheggi sono riservati ai residenti e la loro disponibilità è pertanto piuttosto limitata, proprio a causa della mancanza di spazi dovuta alle caratteristiche del territorio. Per questo motivo la discesa sino al centro dei borghi è possibile solo a piedi.
Esiste tuttavia un servizio di bus elettrici gestito dal Parco Nazionale che nei periodi di maggior afflusso turistico garantisce il collegamento dei centri abitati con la Litoranea.

### Linee ferroviarie

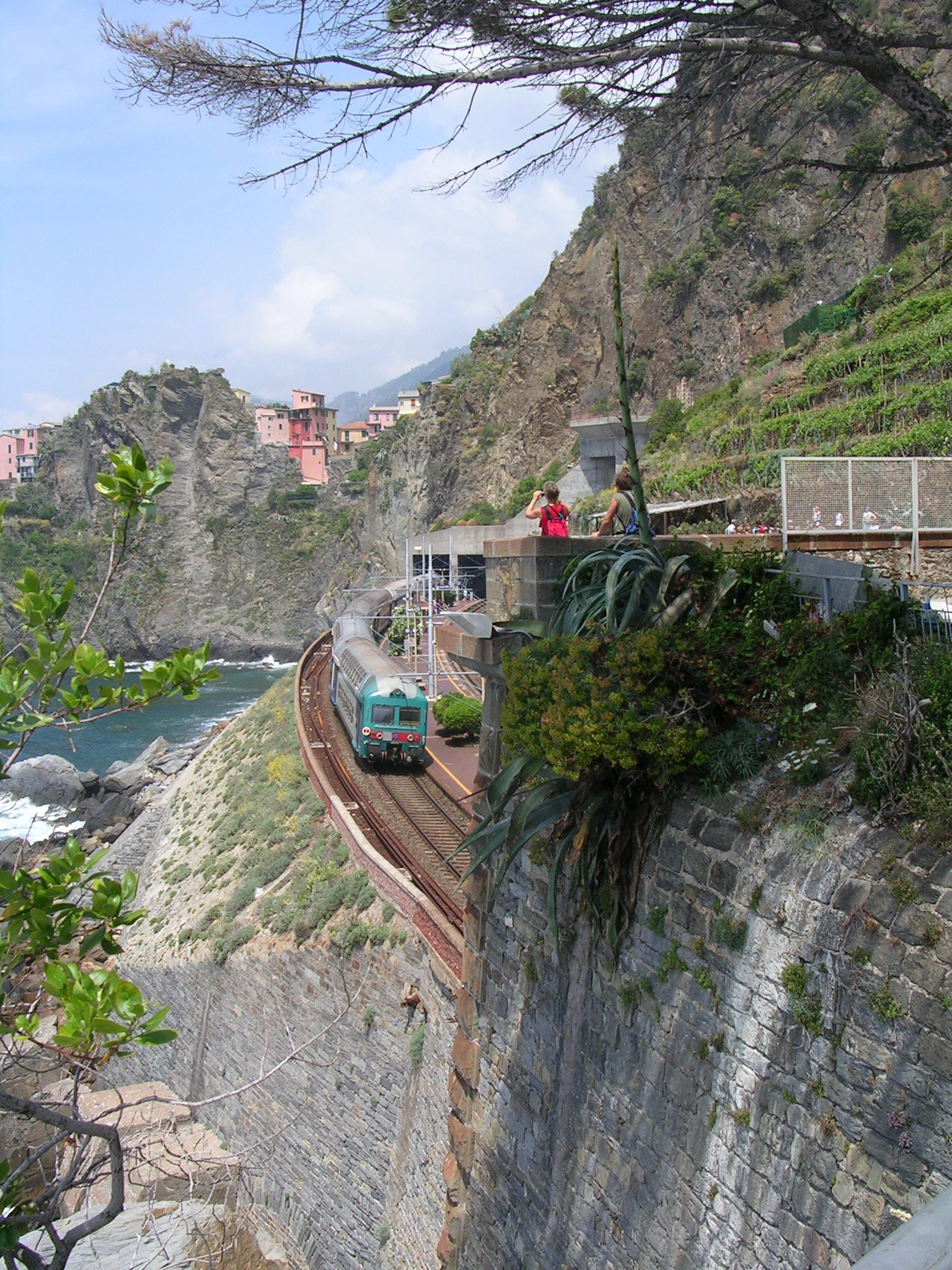
La linea ferroviaria litoranea

Data l'ubicazione relativamente impervia dei paesi e la carenza strutturale di parcheggi, l'accesso più agevole è di gran lunga quello tramite la ferrovia.
Le stazioni ferroviarie delle Cinque Terre sono situate sulla ferrovia Genova-Pisa. Sia che si provenga da nord o da sud, conviene scendere alla stazione di La Spezia Centrale, dove fermano tutti i treni a lunga percorrenza, per poi proseguire coi regionali. Alcuni treni InterCity fermano tuttavia anche alla stazione di Monterosso.
Le corse dei treni regionali hanno una notevole frequenza, in particolare durante la stagione estiva. Le stazioni di Monterosso e di Riomaggiore sono anche punto di fermata di alcuni treni regionali veloci a media percorrenza con destinazione, per esempio, Parma e Pisa.
Gli ultimi collegamenti con La Spezia sono, rispettivamente, un regionale delle 23:30 circa che ferma in tutte le stazioni della costa e un InterCity della mezzanotte circa che tra Monterosso e La Spezia non effettua fermate intermedie. Il primo collegamento del mattino successivo è invece alle 5:00. Di conseguenza il servizio può risultare penalizzante per il notevole afflusso serale di turisti che intendono trattenersi più a lungo nelle località senza pernottare.

### Approdi marittimi
Nella stagione turistica un servizio di battelli di linea collega regolarmente i borghi di Monterosso, Vernazza, Manarola e Riomaggiore con Portovenere, a sua volta collegata con La Spezia e Lerici, e gli altri paesi della riviera di Levante. Corniglia, invece, non è dotata di un punto di approdo, non essendo situata sulla costa.

### Sentieri

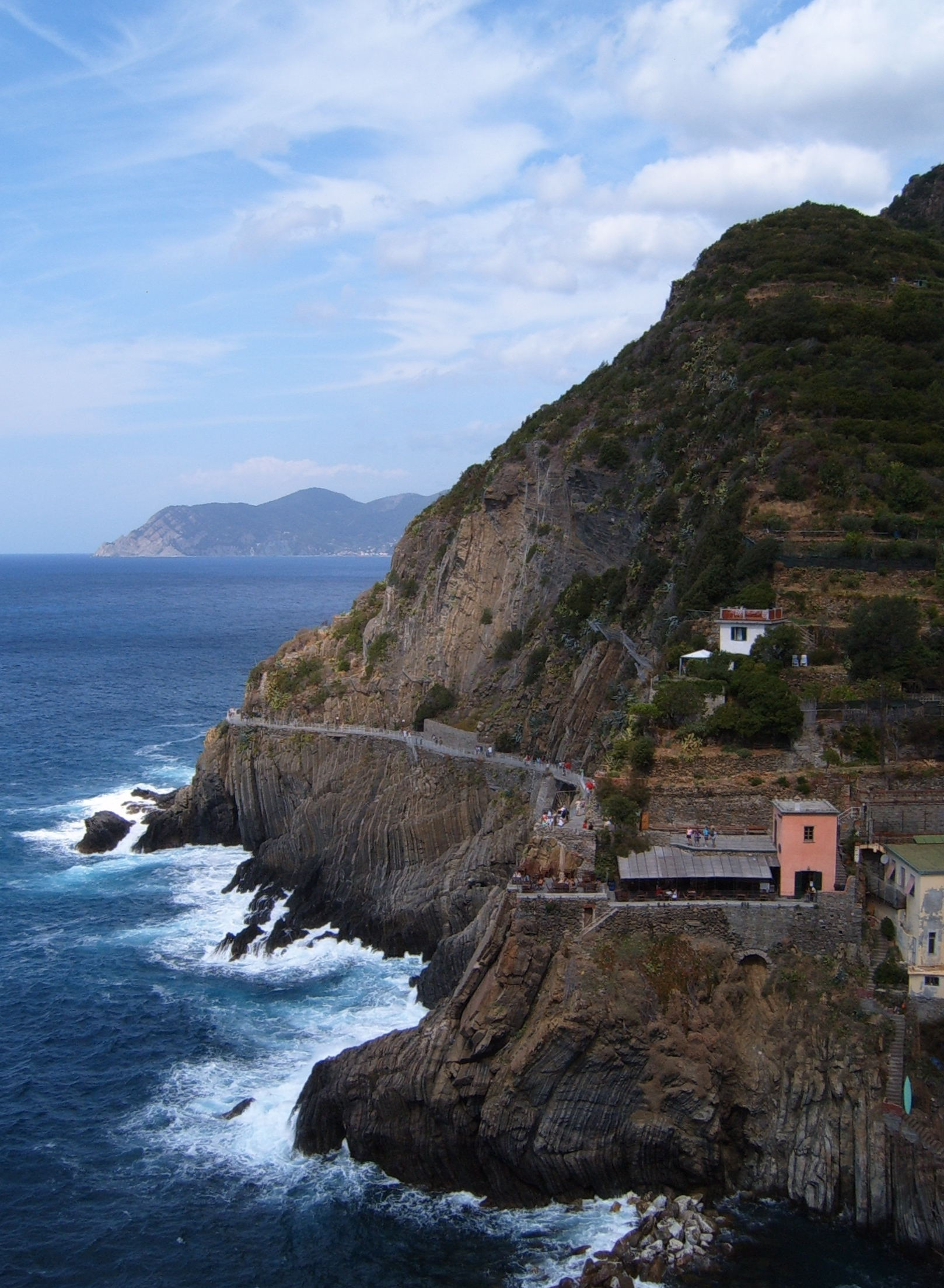
Un tratto della via dell'Amore

Sono due i sentieri principali che raggiungono e attraversano il territorio delle Cinque Terre, entrambi segnalati dalla sezione spezzina del CAI.
Il primo è il sentiero di crinale numero 1, conosciuto come Alta via delle Cinque Terre. Questa antica mulattiera corre lungo lo spartiacque che separa la costa delle Cinque Terre dalla Val di Vara e costituisce una diramazione secondaria dell'Alta via dei Monti Liguri, alla quale si connette presso il Monte Zatta.
Dal sentiero di crinale si possono poi raggiungere i borghi delle Cinque Terre attraverso uno dei sentieri trasversali che scendono verso il mare seguendo i crinali secondari o le valli da essi delimitate. I più importanti, da ovest a est, sono i sentieri numero 9, 8, 7, 6, 02, 01 e 3.
Vi è poi il sentiero costiero numero 2, conosciuto come Sentiero azzurro, il quale congiunge Levanto a Portovenere attraversando tutti i borghi delle Cinque Terre e assumendo nel tratto tra Riomaggiore e Manarola la celebre denominazione di via dell'Amore.
Attualmente per entrare nel sentiero numero 2 è necessario acquistare un biglietto giornaliero del costo di 7,50 euro (Cinque Terre Trekking Card) oppure una carta del Parco chiamata Carta Cinque Terre che combina l'entrata al Parco con l'utilizzo dei treni regionali da e per La Spezia Centrale/Levanto che costa 18,20 euro per un giorno, 33,00 euro per due giorni.

## Natura e ambiente

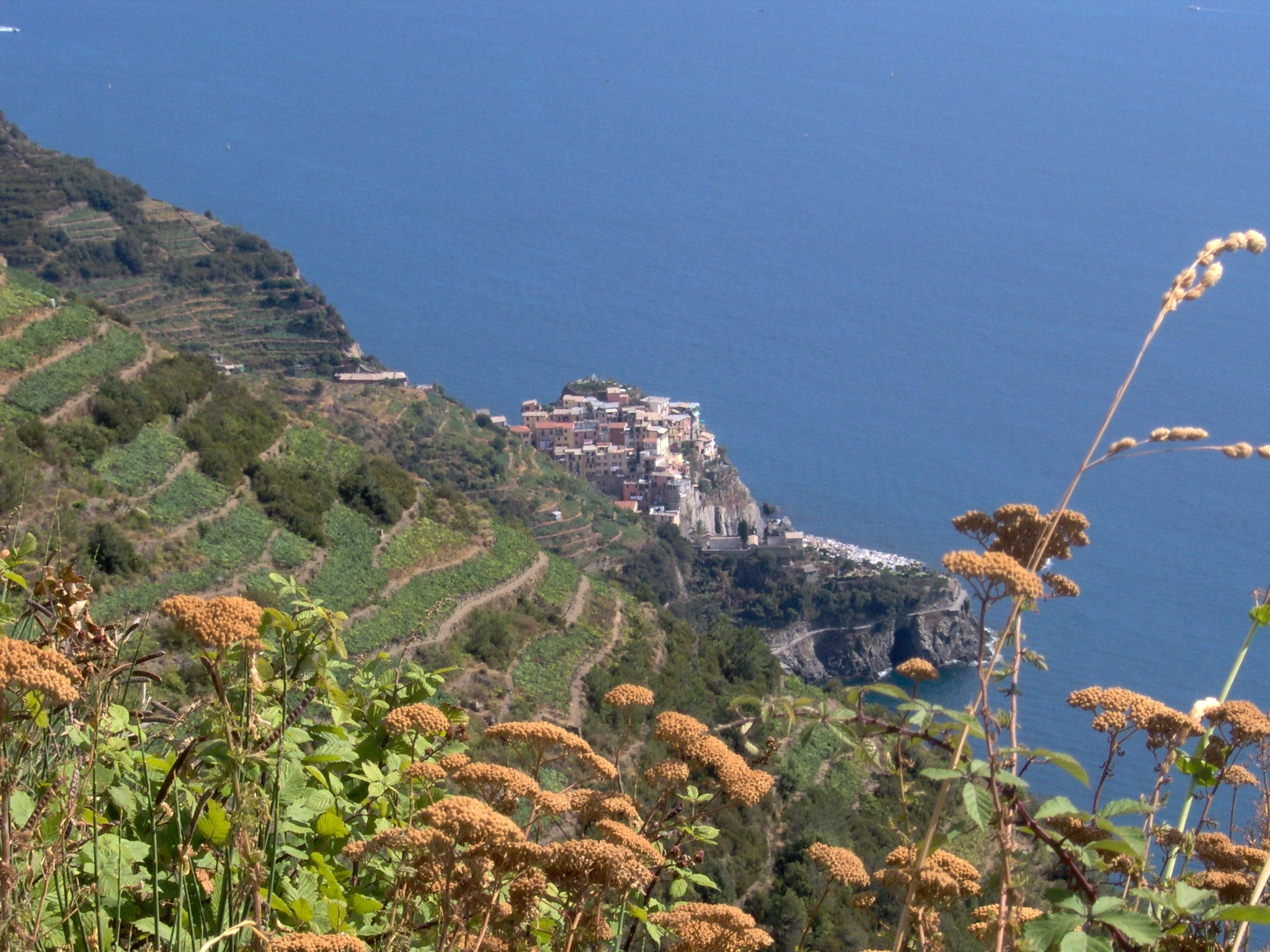
Terrazzamenti

Le Cinque Terre hanno tra le loro caratteristiche principali la particolarità del territorio su cui sorgono. In tal senso è significativa l'opera di antropizzazione che l'uomo ha portato avanti nei secoli in perfetta sintonia con l'ambiente e nel rispetto delle biodiversità.
Nel 1999 è stato istituito il Parco nazionale delle Cinque Terre il cui territorio si estende dalla zona di Tramonti di Biassa e di Campiglia, nel comune della Spezia al comune di Levanto. Il parco ha la particolarità di essere l'unico in Italia finalizzato alla tutela di un ambiente antropizzato, uno degli scopi è infatti la tutela dei terrazzamenti e dei muri a secco che li sorreggono.
Prospiciente alla costa è stata istituita l'Area marina protetta Cinque Terre compresa tra Punta Mesco e Punta di Montenero, entrambi classificati come zona A.
La riserva ha lo scopo di tutelare flora e fauna che data la conformazione rocciosa della costa presentano, già a basse profondità, particolarità non comuni nel resto del Mediterraneo.
Nello spirito di rispetto dei fondali marini, il comune di Riomaggiore utilizza dei sistemi di ancoraggio dei mezzi natanti che approdano nella rada del borgo che evitano di rovinare i fondali marini.
Riomaggiore è stato il primo borgo italiano a essere dotato di un impianto televisivo via cavo collegato a un'unica antenna parabolica ricevente di proprietà del Comune, il quale ha vietato l'uso delle normali antenne a tetto per salvaguardare l'estetica del paesaggio.
L'impianto consente di ricevere, oltre alle principali emittenti italiane e straniere, una serie di reti locali, tra le quali il canale dell'amministrazione comunale (TeleRio) e quello del Parco nazionale delle Cinque Terre (TeleParco5Terre), nonché alcuni canali che trasmettono le immagini di telecamere fisse che riprendono il paesaggio e i fondali. Anche la rete satellitare di Sky, grazie a una convenzione, viene trasmessa agli utenti attraverso l'impianto comunale.

### Aspetti geologici
Secondo l'Atlante dei Centri Abitati Instabili della Liguria (2001), la costa delle Cinque Terre costituisce una delle quattro zone morfologicamente distinguibili della provincia della Spezia, in un quadro complessivo in cui è evidente la complessità geografica, da cui deriva la complessità morfologica caratterizzata dalla presenza di allineamenti montuosi disposti longitudinalmente in cui versanti digradano rapidamente in prossimità del mare e dall'interposizione di aree più depresse con andamento collinare o scarsamente pianeggiante.

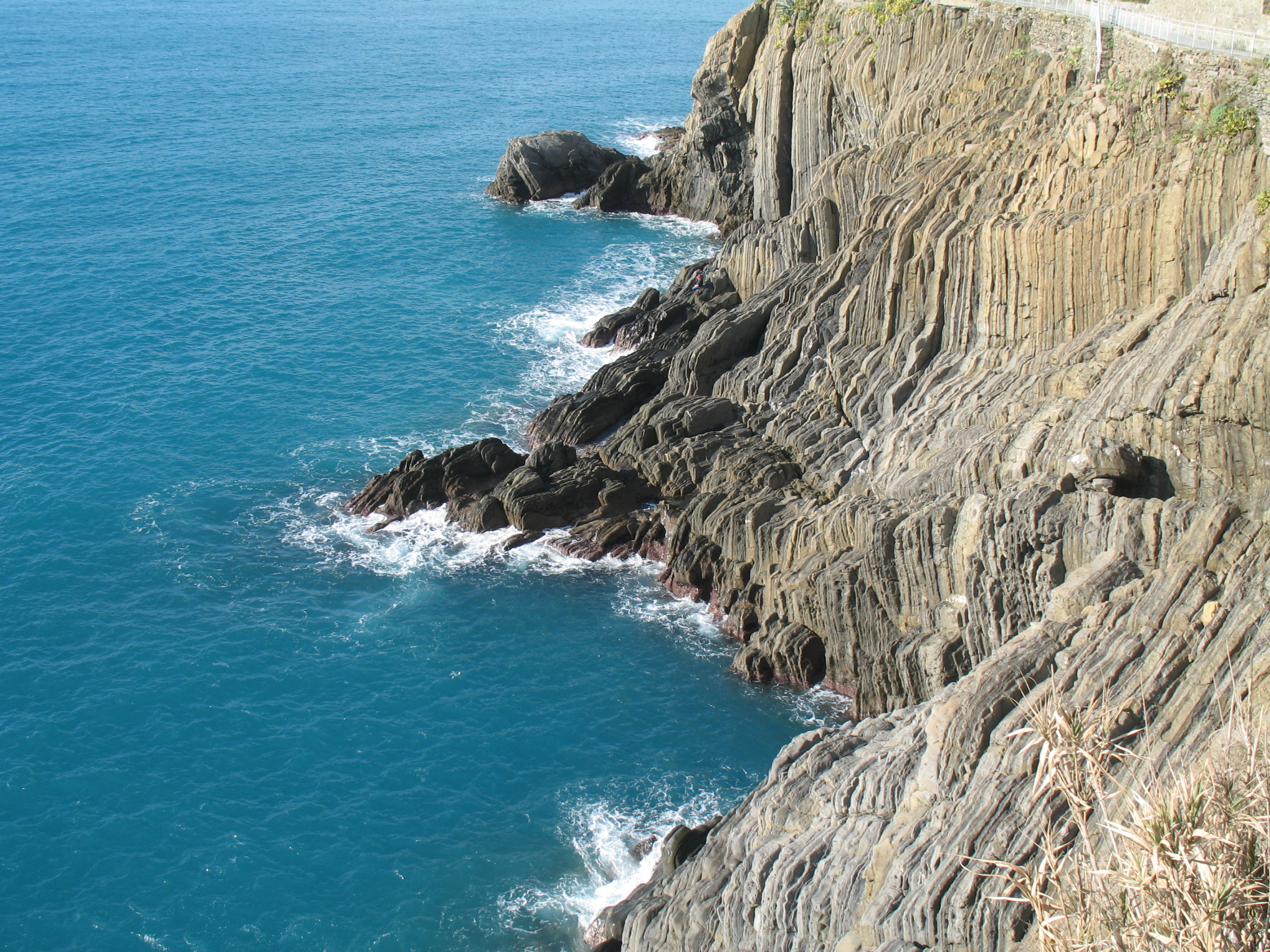
Roccia sedimentaria della costa

All'origine del quadro morfologico vi è una complessa genesi e struttura geologica in cui emerge che nelle Cinque Terre sono presenti due grandi unità litologico-strutturali: le unità toscane e le unità liguri.
Le unità toscane (sedimentatesi fra il Triassico e l'Oligocene), a seguito di movimenti tettonici, si sono sovrapposte al nucleo apuano di base e, attraverso fenomeni di scorrimento, sono state a loro volta ricoperte dalle falde liguri formatesi tra il Giurassico superiore e l'Eocene.
In seguito, fenomeni di erosione e movimenti tettonici successivi, hanno condotto all'affioramento localizzato delle falde toscane sotto le unità liguri.
Il complesso meglio definito dell'insieme ligure è l'unità di Canetolo (età compresa tra 65 e 16 milioni di anni) che affiora come un corridoio obliquo nel tratto compreso tra Corniglia-Manarola e la Madonna di Soviore. Correnti di torbida sono alla base del processo sedimentario che ha dato luogo alla sua deposizione sulla falda toscana, che comprende strati argillosi, calcarei, calcareo-marnosi e arenacei erosi in modo selettivo in relazione al diverso grado di compattezza.
Le unità toscane sono costituite da numerose formazioni carbonatiche del Mesozoico comprese tra le evaporiti del Triassico superiore alla base e le torbiditi oligoceniche del Macigno nella porzione sommitale. Il Macigno fa parte delle Arenarie Zonate di Riomaggiore, ha avuto origine da frane sottomarine ed è costituito dall'alternanza di strati arenacei medi e grossolani e siltiti.
Le caratteristiche geologiche, quali composizione, scistosità, stratificazione, erodibilità sono alla base della particolare morfologia dell'area costiera. Gli agenti esterni come il moto ondoso del mare, incidono in modo diverso in relazione alla diversa natura litologica del substrato: le formazioni scistose-argillose e marnose sono più facilmente erodibili e danno luogo a versanti con minore pendenza e ricchi di depositi detritici, mentre le formazioni ofiolitiche e carbonatiche, più resistenti, danno luogo a pendii più ripidi.

### Flora

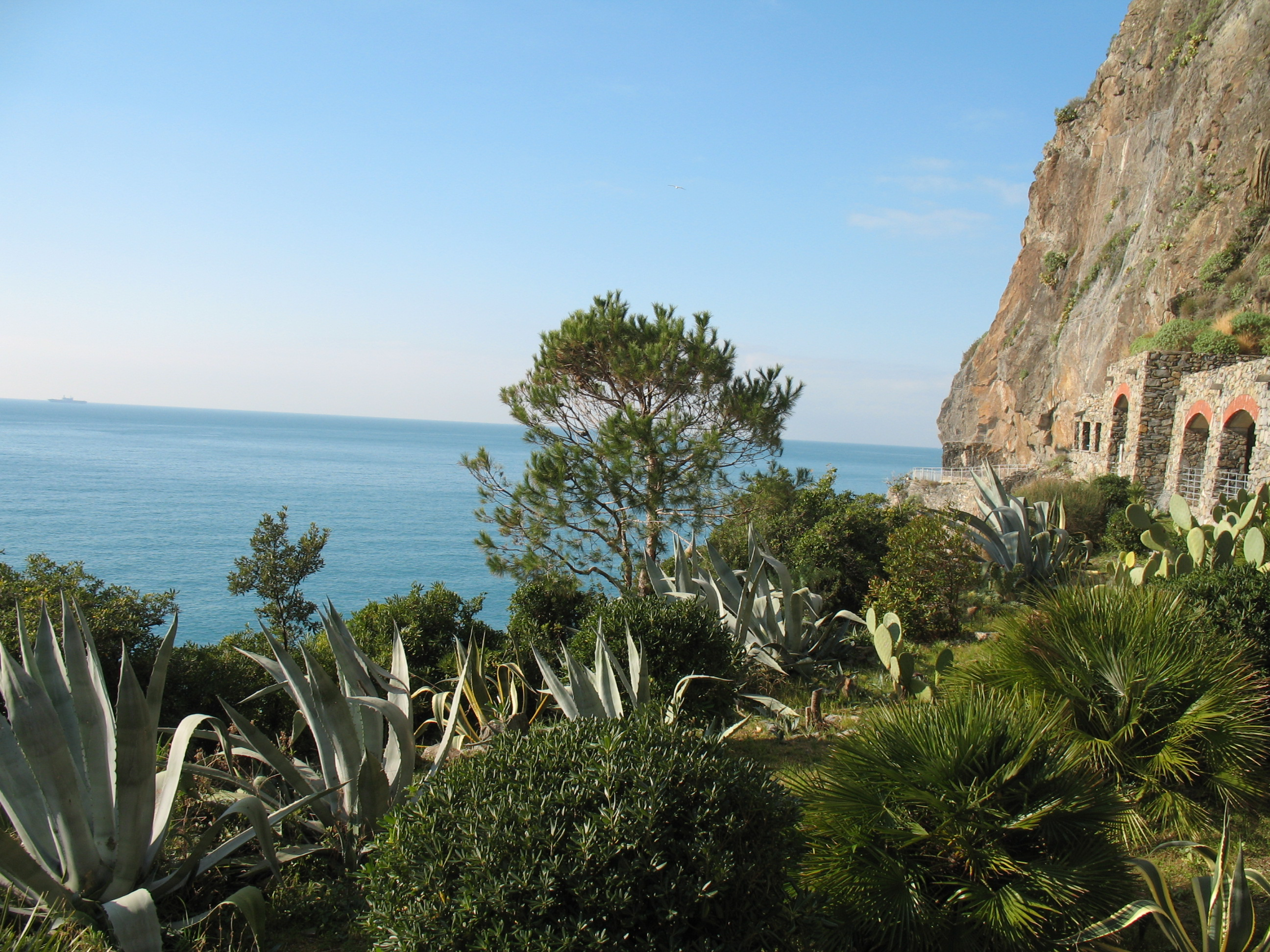
Vegetazione sulla Via dell'Amore

Il territorio è stato probabilmente ricoperto da boschi di querce fino all'inizio del Medioevo e le attività umane, in primis la realizzazione di terrazzamenti per l'uso agricolo, il taglio dei boschi per l'utilizzo del legname, l'ampio utilizzo del castagno come materiale da costruzione, il rimboschimento a conifere, gli insediamenti abitativi, la realizzazione delle vie di collegamento, hanno prodotto significativi effetti sulle comunità vegetali e sulla flora.
In conseguenza il paesaggio appare molto vario e comprende una flora con caratteristiche tipiche della macchia mediterranea. Le specie arboree tipiche sono generalmente il Pinus pinaster (pino marittimo), Pinus halepensis (pino di aleppo), Quercus suber (quercia da sughero) e Castanea sativa (castagno).
Negli ambienti rupestri e litoranei sono presenti numerosissime specie arbustive tipiche mediterranee come il Crithmum maritimum (finocchio di mare) e la Cineraria marina e ben visibili ovunque anche arbusteti di Laurus nobilis (alloro), Rosmarinus officinalis (rosmarino), Thymus (timo), Helichrysum (elicriso), Capparis spinosa (cappero) e Lavandula (lavanda) o anche numerose specie arboree e piante grasse ben visibili da molti sentieri costieri.
Non è raro trovare nei pressi delle abitazioni piante ornamentali tipiche come il pittosporo.
Il Parco nazionale delle Cinque Terre ha redatto l'elenco completo delle specie vegetali (Angiospermae, Gimnosperme e Pteridophyta) presenti nel suo territorio, in un elenco floristico in cui compaiono 618 specie, cioè 1/10 circa dell'intera flora nazionale e 1/5 di quella regionale. Le ragioni di tale ricchezza vanno ricercate nella varietà di ambienti presenti nel Parco determinata dai contrasti fra substrati geologici diversi e fra aree coltivate e naturali.
Le presenze più significative all'interno del territorio del Parco sono riconducibili a tre categorie: specie endemiche o subendemiche, specie di interesse estetico-paesaggistico, specie rare o al limite dell'areale.
Le entità endemiche raccolgono specie con areale molto ristretto o con distribuzione limitata alla Liguria e all'alto Tirreno, tra le quali si possono citare: la crespolina ligure (Santolina ligustica), il fiordaliso di Luni (Centaurea aplolepa lunensis), il cavolo delle rupi (Brassica oleracea robertiana) e la campanula media (Campanula medium).
Alcune specie poco competitive trovano rifugio in questi ambienti “ostili” perché la concorrenza con altre specie è minore: è il caso della genista di Salzmann (Genista salzamannii), dell'euforbia spinosa ligure (Euphorbia spinosa ligustica) e della festuca a foglie robuste (Festuca robustifolia). Le piante di interesse estetico-paesaggistico sono spesso le più soggette a raccolta e pertanto molte di esse sono tutelate dalla legge regionale nº 9/1984.

### Fauna

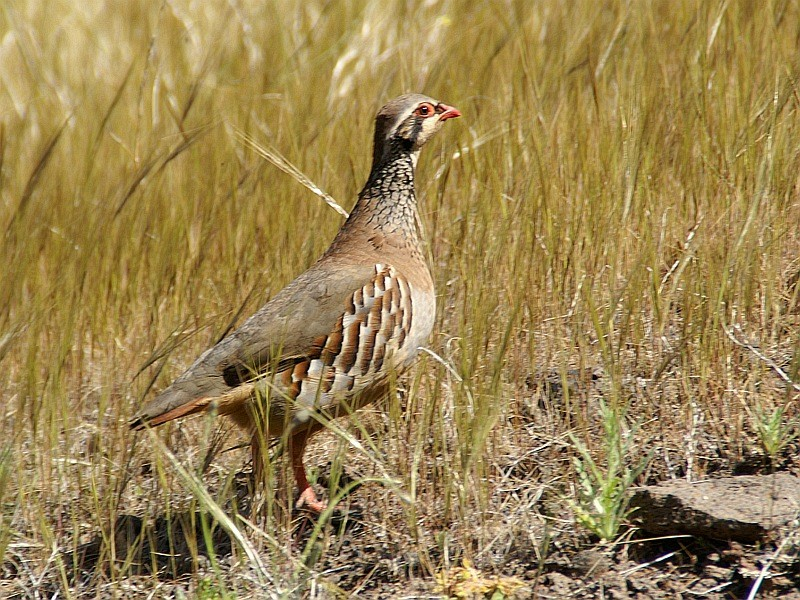
Pernice rossa

Le informazioni relative alla fauna delle Cinque Terre sono più frammentarie rispetto alle conoscenze floristiche in ragione sia della maggiore complessità dei rilevamenti faunistici sia dell'eterogeneità e abbondanza dei gruppi tassonomici.
La fauna del Parco nazionale delle Cinque Terre è oggi molto diversificata e la molteplicità degli ambienti presenti, che vanno dalle rupi alla macchia, dai boschi ai torrenti, favorisce la presenza di una grande varietà di specie tra le quali si annoverano alcune con un apprezzabile valore naturalistico. La presenza e la diversità di specie nel Parco è correlata anche alle trasformazioni dell'ambiente prodotte dall'uomo, alle attività agricole, all'attività venatoria ed alla operazioni di ripopolamenti di alcune specie.
Nel Parco sono stati introdotti animali a scopo venatorio. Il cinghiale (Sus scrofa), introdotto negli anni settanta, si è probabilmente ibridato con i suini domestici. Questa specie, fortemente prolifica, in assenza di predatori naturali, tende a riprodursi senza controllo, divenendo un problema per la salvaguardia delle colture agricole. Verso la metà dell'Ottocento è stata introdotta la Pernice rossa (Alectoris rufa).
L'ambiente, favorevole allo sviluppo della vita e habitat di svariate specie animali come il gabbiano reale, il falco pellegrino e il corvo imperiale. Tra i mammiferi è presente il ghiro, la donnola, la talpa, il tasso, la faina e la volpe.
Tra i rettili che nell'ambiente roccioso prosperano si possono trovare la lucertola muraiola, il ramarro e vari serpenti come il biacco, il colubro di Esculapio e la vipera, mentre attorno ai ruscelli vivono anfibi come rane e salamandre.

### Ambiente marino
Le caratteristiche dei fondali e l'intensità e qualità della luce, che varia in relazione alla profondità, influenzano in modo determinante le presenze animali e vegetali dell'ambiente marino, la cui popolazione stabiliscono tra varie specie strette relazioni di interdipendenza dando luogo a diverse biocenosi marine.

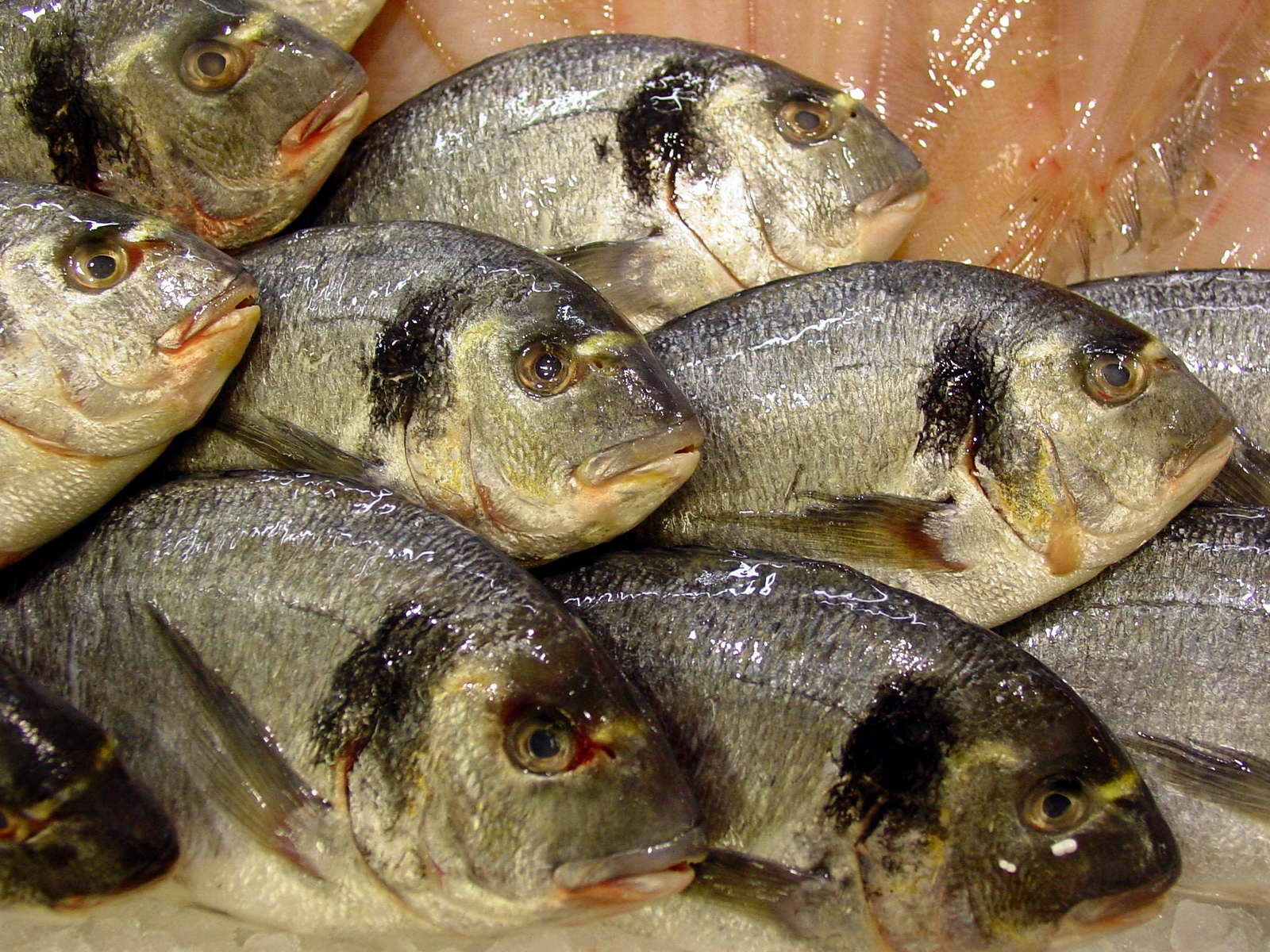
Orate

L'area marina del Parco nazionale delle Cinque Terre è caratterizzata da fondali costieri essenzialmente di tipo roccioso ad esclusione delle spiagge di Monterosso e Corniglia, caratterizzata da una significativa ricchezza di specie, sia floristiche sia faunistiche tutelate con l'istituzione dell'Area marina protetta Cinque Terre, suddivisa in tre zone di tutela: riserva integrale, riserva generale e riserva parziale.
A partire dal piano sopralitorale, compreso tra il livello superiore delle maree e il più alto livello raggiunto continuamente dagli schizzi dell'acqua marina, si rileva la presenza di licheni.
Nelle spiagge più incontaminate, con substrato sabbioso, si trovano pulci di mare, crostacei, numerosi insetti, ragni e i resti della posidonia depositati sulla spiaggia dalle onde.
Tra il livello di alta e bassa marea, nel piano mesolitorale, si incontrano i cirripedi, noti comunemente come "denti di cane" (Balanus perforatus, Chthamalus stellatus, ecc.), i mitili (Mytilus galloprovincialis) e la Patella coerulea.
Il piano infralitorale, costantemente sommerso, che va da una profondità di 40 a 50 metri, è caratterizzato da un gradiente di luminosità decrescente cui si accompagna la presenza di specie diversamente sensibili alla luce: nella zona più superficiale si incontrano alghe brune tra le quali la Padina pavonica.
Molto variegata la componente animale: Echinodermi, Celenterati, Spugne. Tra i vertebrati, la cernia (Epinephelus guaza), le orate (Sparus aurata), le occhiate (Oblada melanurus) e numerose specie appartenenti alla famiglia dei Labridi.
L'area marina fornisce un'ulteriore ricchezza faunistica. In una superficie di fondale relativamente ridotta, condividono lo spazio vitale numerosissime specie, alcune poco frequenti in altre località del mar Mediterraneo, come per esempio, le gorgonie Eunicella verrucosa e Paramuricea clavata e il mollusco Luria lurida.

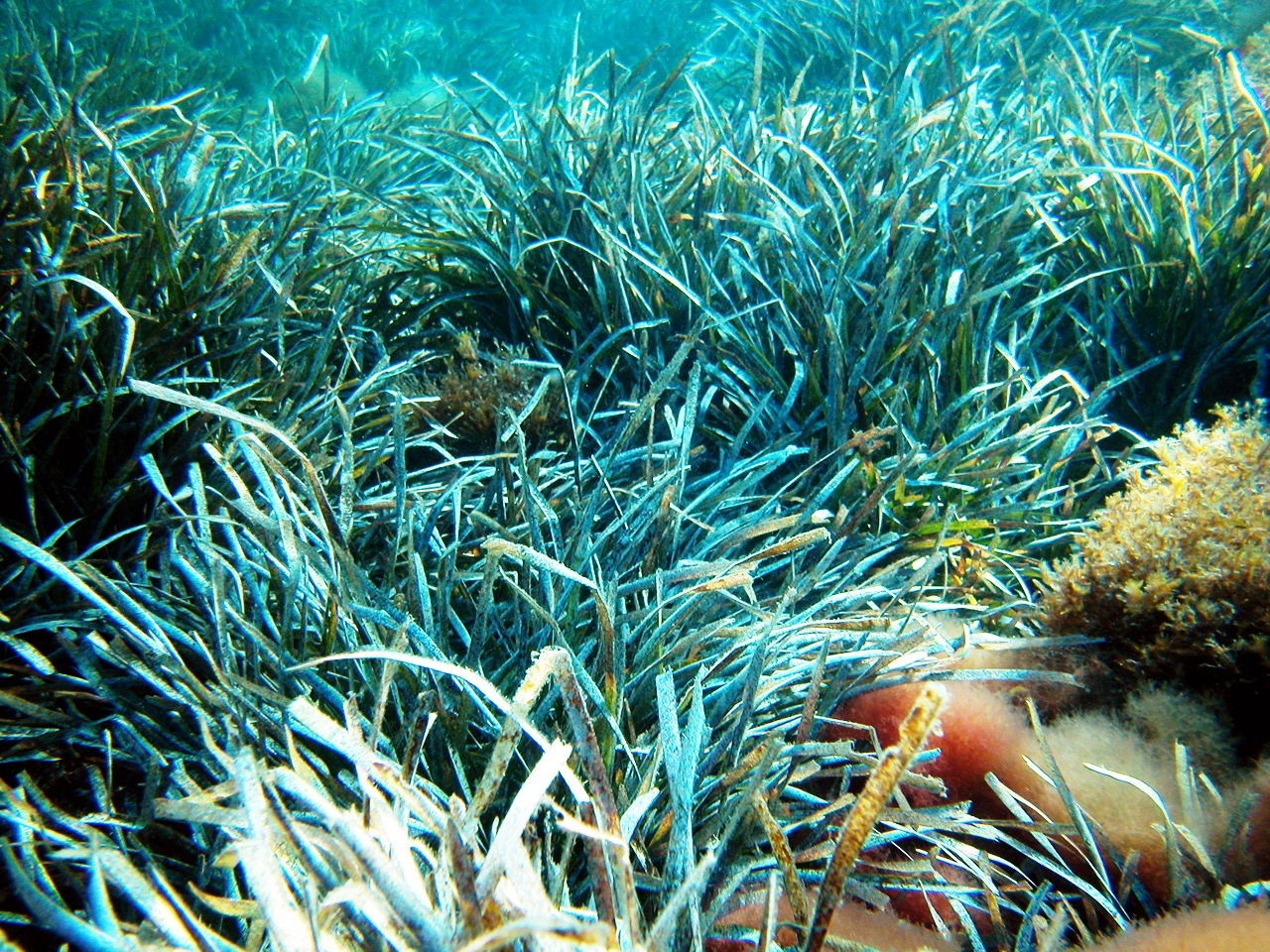
Posidonia oceanica

Nell'ambiente marino è presente una vasta gamma di specie vegetali tipiche della zona tra cui la Cymodocea nodosa e la Posidonia oceanica.
Le prateria di Posidonia oceanica, diffuse soprattutto, ma non esclusivamente, su zone sabbiose, contribuiscono a creare microambienti molto ricchi di vita, grazie alla elevata produzione di ossigeno e di materia organica, assolvendo ad alcune importanti funzioni quali: il consolidamento dei fondali, proteggendoli dall'erosione provocata dal moto ondoso, e rifugio a numerose specie animali che si nascondono tra le sue foglie e radici. Per queste ragioni è favorita la formazione di ecosistemi particolarmente ricchi di vita nei quali si annovera la presenza di numerose specie, tra cui il cavalluccio marino (Hippocampus hippocampus).
La Posidonia mostra grande sensibilità nei confronti di diversi agenti esterni, inquinamento, torbidità dell'acqua, pesca a strascico, sottrazione di substrato per edificazione, competizione con l'alga verde invasiva Caulerpa taxifolia.

## Economia

### Agricoltura

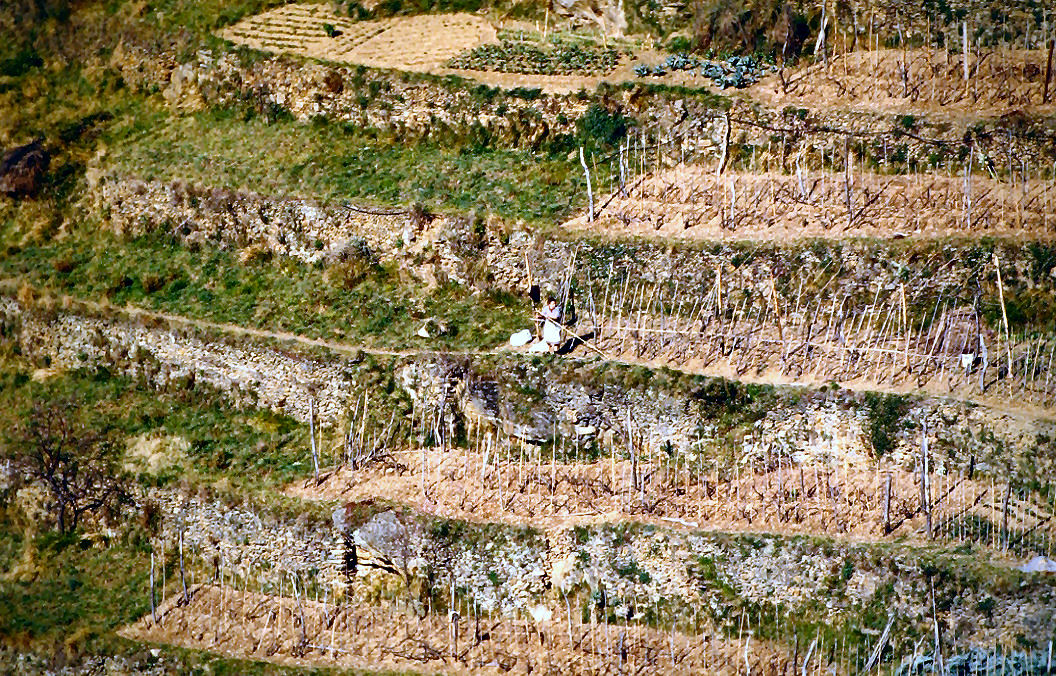
Le terrazze delle Cinque Terre coltivate a vigna

La particolarità del territorio è da ricercarsi soprattutto nella natura agricola delle Cinque Terre, e nell'esigenza di ovviare alla mancanza di spazi adeguati per l'esercizio dell'agricoltura e la produzione di prodotti che anticamente servivano per il sostentamento delle popolazioni locali.
Sulle terrazze a picco sul mare le popolazioni rivierasche coltivano vitigni, sostanzialmente uve bianche come bosco, albarola, trebbiano e vermentino, da cui si ottengono produzioni vinicole di qualità come il vino DOC "Cinque Terre" ed il famoso vino passito Sciachetrà.
Un'altra produzione agricola particolare della zona è sicuramente l'ulivo, con conseguente produzione di olio d'oliva. Sulla strada "Litoranea" è facile inoltrarsi in veri e propri boschi di ulivo che si trovano anche ai bordi della strada. La produzione legata alla coltivazione arborea produce anche alcuni agrumi come i limoni, da cui viene prodotta una tipica marmellata della zona. Piuttosto sviluppata è anche l'apicoltura con la produzione di miele di castagno, di acacia e millefiori.
Da alcuni anni, grazie alla collaborazione con il Consorzio del Biologico della Val di Vara, sono state sperimentate forme di formaggio stagionato nelle vinacce dello Sciachetrà, e la commercializzazione della farina di castagne della Val di Vara e c'è pure grande interesse per il gallo nero gigante.

### Turismo

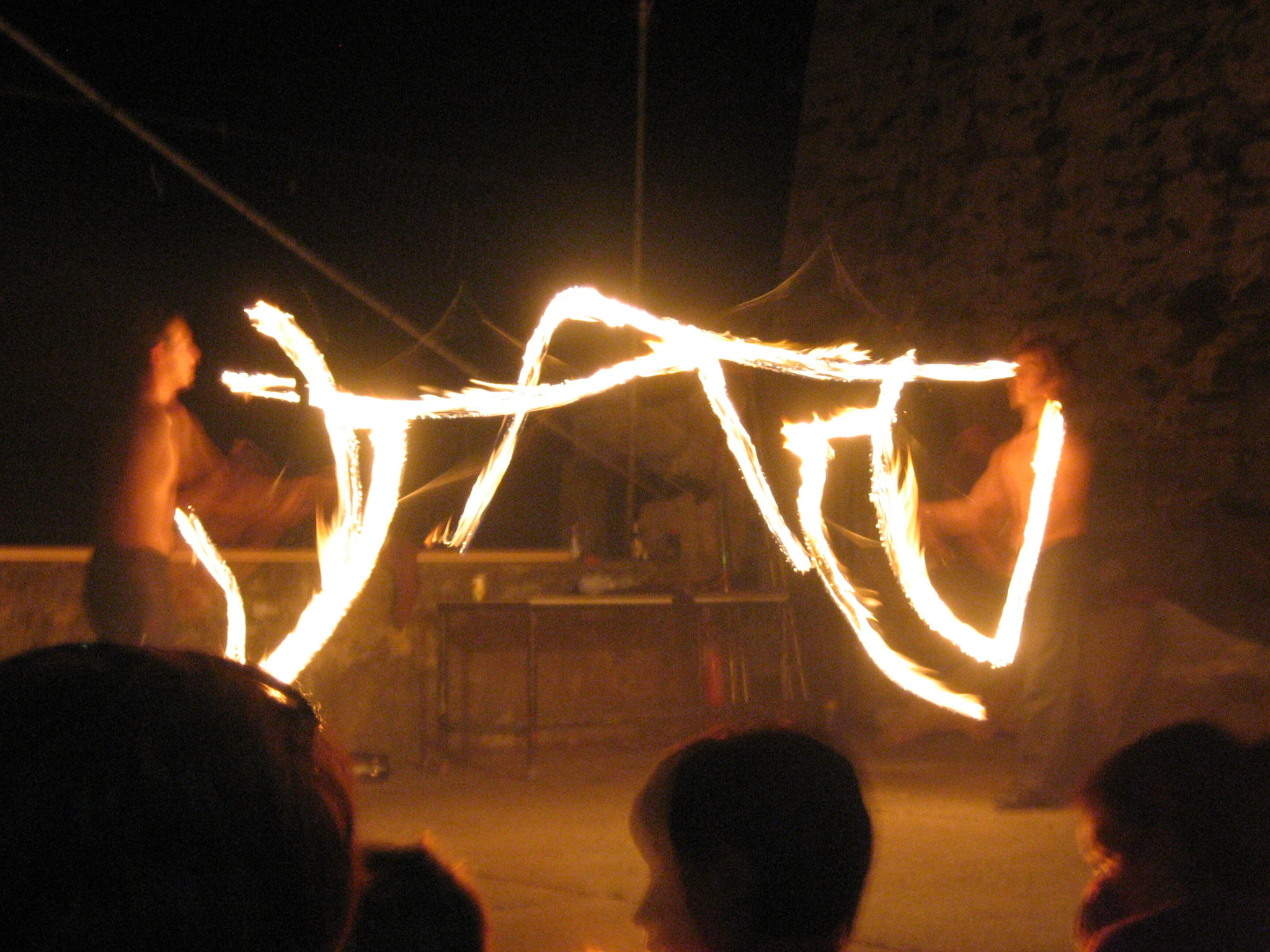
I giocolieri all'Aria Festival

Il turismo è una delle fonti più redditizie dell'economia delle Cinque Terre.
Si tratta di forme di turismo molto varie e particolari, che vanno dal classico turismo balneare soprattutto nella località di Monterosso, Manarola, Vernazza e Riomaggiore, in cui vi è la possibilità materiale di accessibilità al mare, a forme di turismo sempre più nuove legate alla cultura locale e alla possibilità di praticare sport in un territorio abbondante di ricchezze naturali.
Monterosso in primis ha una strutturalità recettiva molto attrezzata per l'accoglienza del turismo balneare, ma lungo la costa sono presenti tipiche spiaggette sul fondo di piccole insenature naturali; una di queste è la spiaggia di Guvano.
Per via dell'afflusso turistico, particolarmente forte nel periodo estivo, il numero degli abitanti delle Cinque Terre moltiplica anche di 10 volte. I paesi (tranne Monterosso) non sono muniti di depuratore: una tubazione via mare scarica i liquami delle case ad 1-2 chilometri dalla costa. La distanza dello scarico e le forti correnti della zona sembrano sufficienti, quantomeno nella stagione invernale, a non alterare la qualità di uno dei mari più puliti.
Molto sviluppato anche il turismo enogastronomico, in virtù delle produzioni tipiche della terra locale e della pesca, ma recentemente sono sviluppate possibilità turistiche legate alle attività sportive come la pesca subacquea, il trekking e le escursioni in mountain bike.

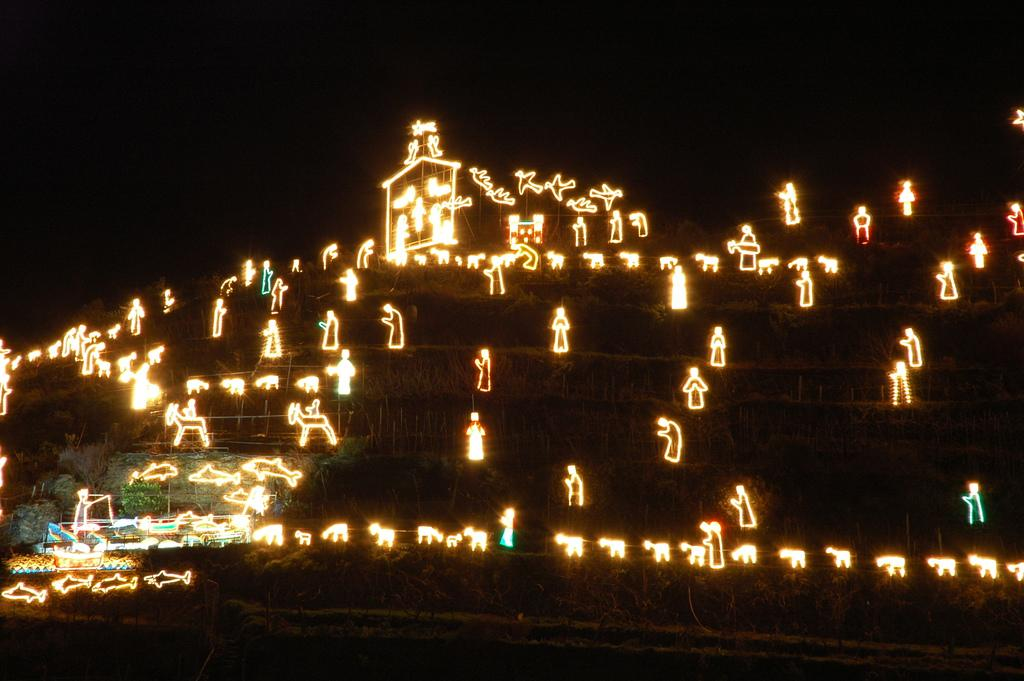
Il presepe di Manarola

Il turismo di natura culturale è stato sviluppato grazie alle molteplici iniziative attuate nelle singole località. Recentemente è stato organizzato l'Aria Festival, una rassegna internazionale di artisti di strada svoltasi anche nelle vicine località di Portovenere e sull'isola Palmaria.
Nel 2007 a Manarola è stato costruito il presepe più grande del mondo, composto di circa 300 personaggi realizzati con materiali di recupero, distribuiti su 4.000 metri quadrati tra i vigneti, illuminato da 15.000 lampadine collegate da 8 chilometri di cavi.
La Guida Blu di Legambiente ha conferito al territorio delle Cinque Terre le Cinque Vele (2005, 2004, 2003, 2002, 2001, 2000, 1999) e nel 2006 la stessa Guida Blu Legambiente "incoronona" come regina "del mare di qualità".

## Cultura

### Letteratura
Le Cinque Terre sono state rifugio e ispirazione per molti poeti e letterati.
- Dante ne paragona l'aspro paesaggio alla montagna del Purgatorio (III,49):

- Boccaccio nella seconda novella della decima giornata del Decameron:

- Petrarca nel poema Africa scrive:

- Franco Sacchetti, ne Il Trecentonovelle:

- Miguel de Cervantes cita il vino delle Cinque Terre in una delle sue Novelas Ejemplares.

- Gabriele D'Annunzio nelle Faville del Maglio definisce il famoso vino:

- Al Premio Nobel Eugenio Montale è stato dedicato un parco letterario a Monterosso[32]. Monterosso era il luogo di residenza estiva del poeta che descrisse la sua abitazione, tuttora esistente, come "la pagoda giallognola"[33] menzionata nella poesia Antico, sono ubriacato dalla voce e dove compose, tra le altre, la lirica La casa dei doganieri[34], contenuta nella raccolta Le Occasioni.

(Eugenio Montale, "Riviere")
- Vincenzo Cardarelli ha dedicato molti versi a questi luoghi:

- Guido Piovene:

- Gianni Brera trascorse una trentina di estati nelle Cinque Terre e il primo romanzo della sua Trilogia di Pianariva, Il corpo della ragassa, è datato "Monterosso al Mare"

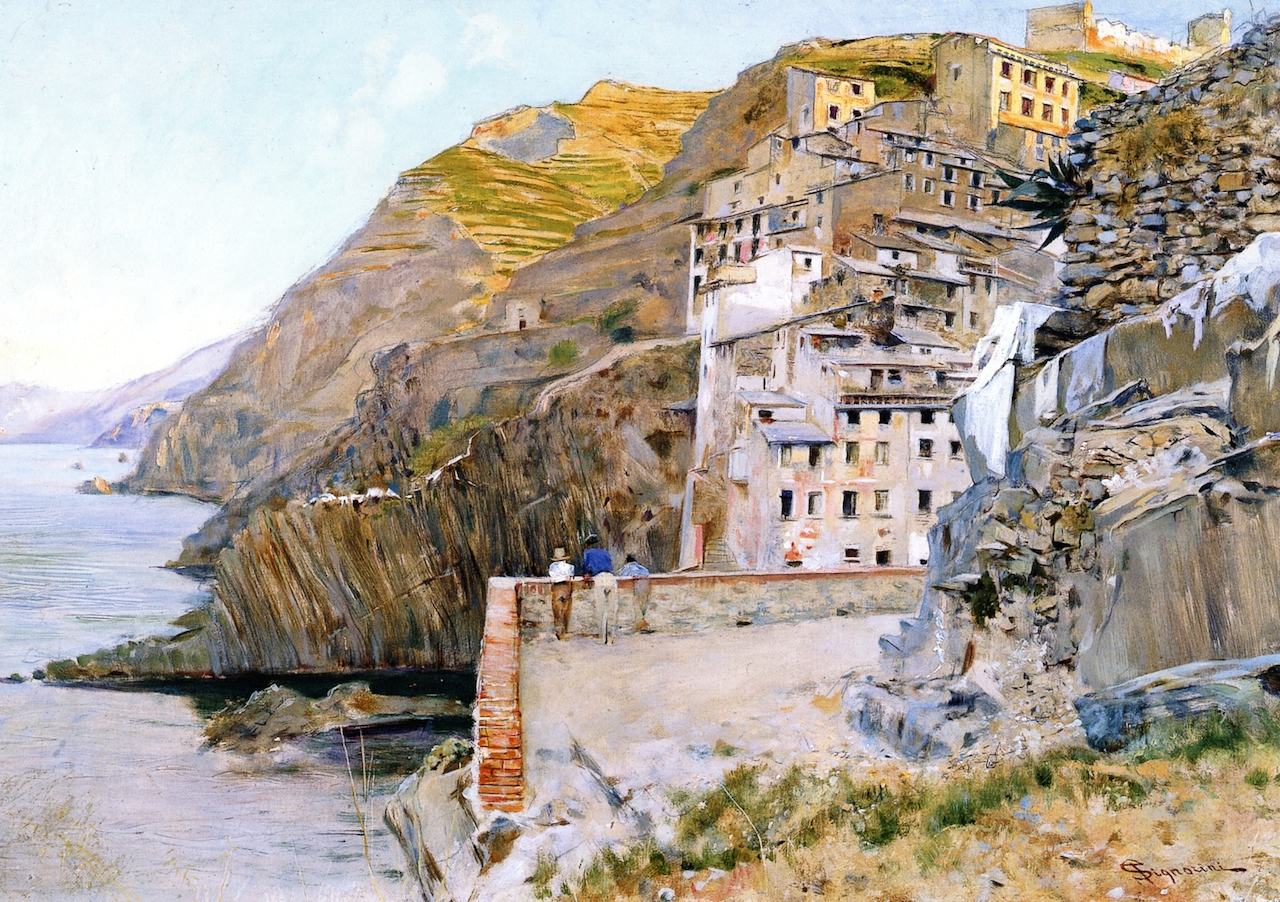
Telemaco Signorini
Riomaggiore, 1895 ca

### Arte
Nonostante il loro isolamento geografico, questi borghi nel corso dei secoli si sono dotati di propri particolari tesori di architettura, pittura e di scultura a disposizione di ogni visitatore attento a questo patrimonio di cultura locale.
Non a caso il fascino della costa e le sue ricchezza naturali hanno attratto ed ispirato pittori di ogni luogo e tempo.
Già vari pittori romantici del primo Ottocento hanno frequentato questi lughi. Poi il macchiaiolo Telemaco Signorini, a partire dal 1860, ha soggiornato ripetutamente a Riomaggiore ritraendo più volte i vari luoghi delle Cinque Terre.
Molti altri artisti lo hanno seguito, quali Discovolo, Lori, Lloyd, Pechstein, Gerbig, Birolli, Guttuso, Treccani, Longaretti.

### Musicisti
Il Maestro Arturo Toscanini era solito trascorrere periodi di riposo a Monterosso, ospite di Villa Maggiorasca.

### Cinema
Nel 2013 le Cinque Terre sono state il set per alcune scene del film The Wolf of Wall Street di Martin Scorsese.
Nel 2021 le Cinque Terre sono state utilizzate come ambientazione per il nuovo film Disney/Pixar Luca.

### Enogastronomia
Le Cinque Terre sono altrettanto famose per le specialità culinarie tipiche di questi luoghi.

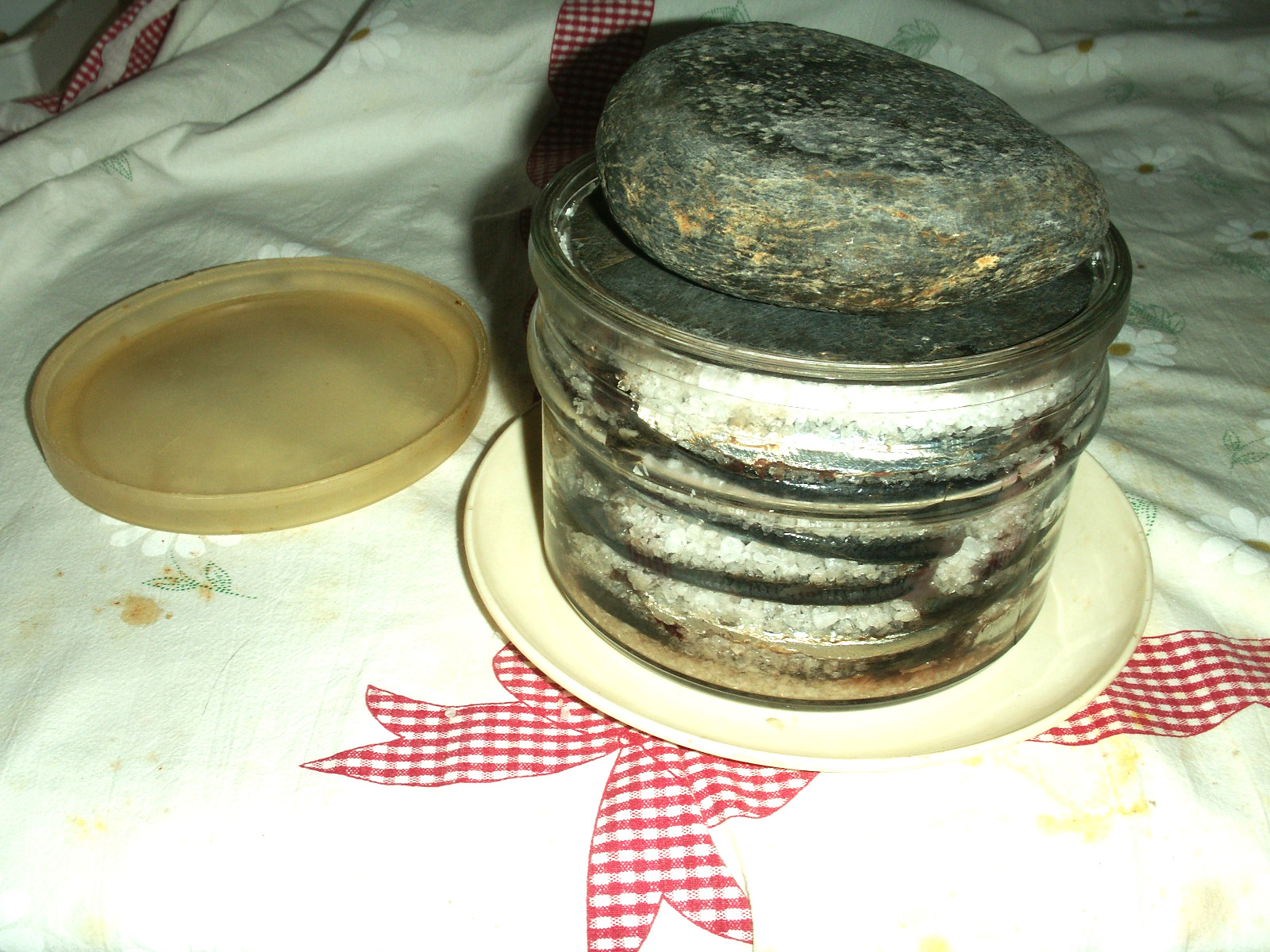
Arbanella di acciughe sotto sale

Sulla tavola dei cinque borghi rivieraschi si possono gustare i tipici piatti della cucina ligure: non solo il pesto genovese, ma anche specialità a base di pesce, con alcune tipicità locali come le famose acciughe sotto sale di Riomaggiore.
Uno dei dolci più tipici delle località è senz'altro la crostata con la marmellata di limone.
Anche nel settore enologico, le Cinque Terre sono famose. I vini maggiormente conosciuti sono il Bianco 5 Terre e soprattutto lo Sciachetrà, vino passito ottenuto dalla fermentazione di uve lasciate ad asciugare su tralicci e che è il simbolo commerciale di queste terre, unico e prodotto solamente in questo territorio.
Eugenio Montale lo descrisse:

## Bibliografia

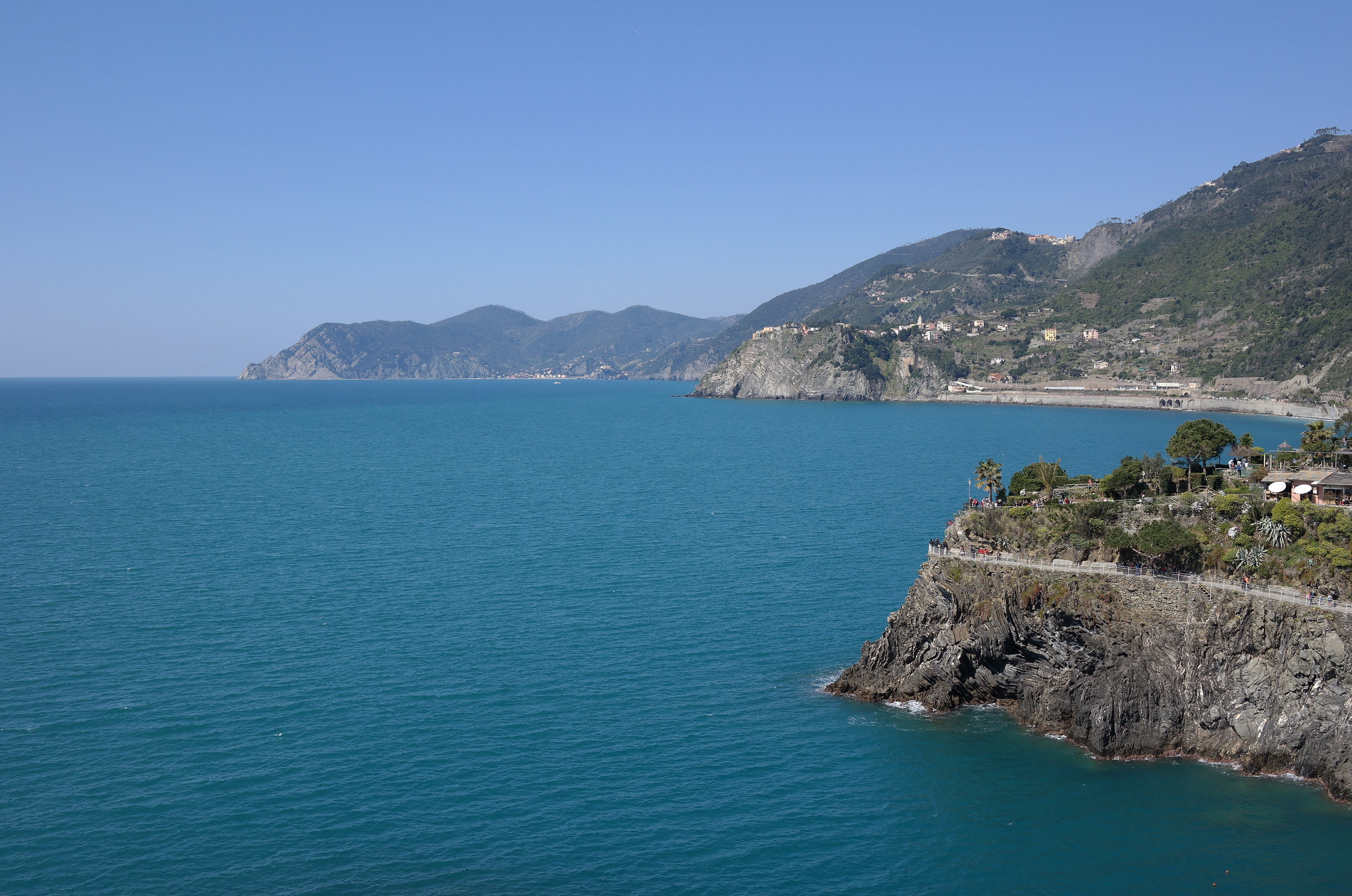
Veduta della costa da Manarola